# 23. April
Der 23. April ist der 113. Tag des gregorianischen Kalenders (der 114. in Schaltjahren), somit bleiben 252 Tage bis zum Jahresende.

## Ereignisse

### Politik und Weltgeschehen

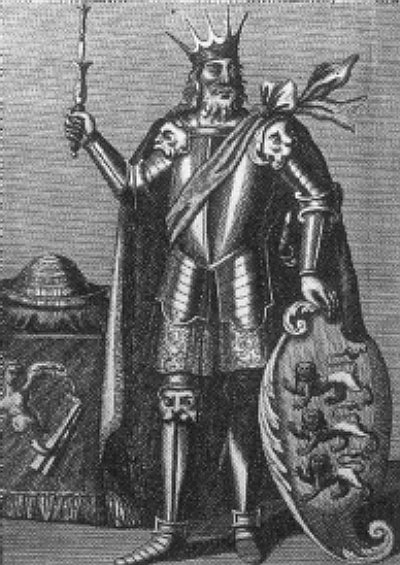
1014: Brian Boru

- 1014: In der Schlacht von Clontarf siegt die Armee des irischen Hochkönigs Brian Boru über die Skandinavier aus Dublin und von der Isle of Man sowie ihre irischen Verbündeten unter Mael Mordha, wobei beide Heerführer ums Leben kommen. Dieser Sieg hat zwar nicht die „Vertreibung der Wikinger aus Irland“ zur Folge, wie die Überlieferung berichtet, wohl aber ist ihre politische Macht auf der Insel nun endgültig gebrochen.
- 1343: Bäuerliche Esten beginnen in der nördlichen Provinz Harju (dt. Harrien) in Estland den Aufstand in der Georgsnacht. Er richtet sich gegen die herrschende dänisch-deutsche Oberschicht.
- 1512: Der Friede von Malmö beendet den Dänisch-Hanseatischen Krieg zwischen dem Wendischen Städtebund unter der Führung Lübecks und Dänemark.

1521: Orte des Comuneros-Aufstandes

- 1521: Knapp ein Jahr nach Beginn des Comuneros-Aufstandes in Spanien werden die Comuneros unter Juan de Padilla von den Truppen des Habsburgers Karls I./V. in der Schlacht von Villalar vernichtend geschlagen. Die überlebenden Anführer werden schon am nächsten Tag hingerichtet.
- 1525: Ein Bauernaufstand in Nußdorf bei Landau in der Pfalz mutiert in der Folge zu dem zwei Monate dauernden Pfälzischen Bauernkrieg als Teil des Deutschen Bauernkrieges.

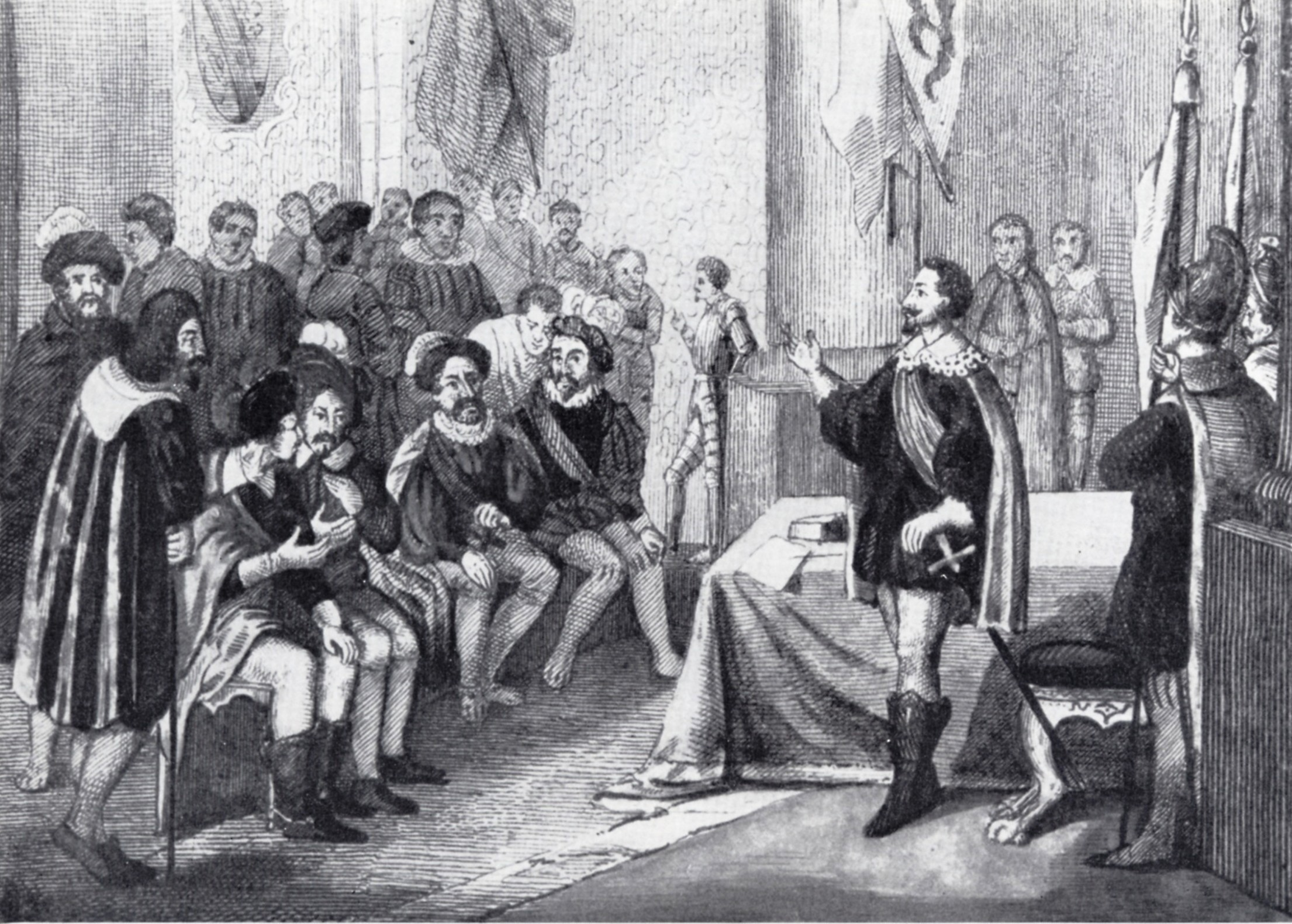
1633: Heilbronner Bund

- 1633: Schweden schließt im Dreißigjährigen Krieg in Heilbronn mit einigen protestantischen Reichsständen den Heilbronner Bund als Gegengewicht zur Katholischen Liga.

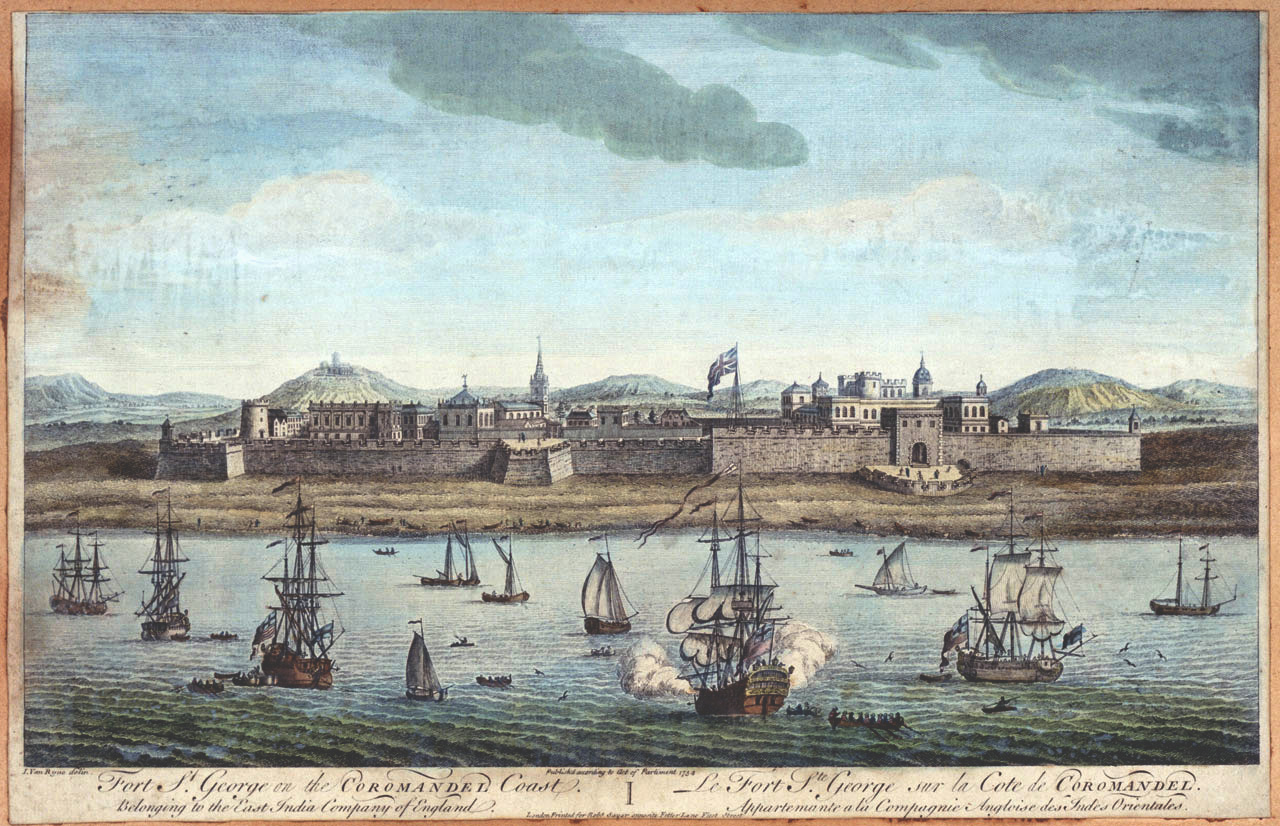
1640: Fort St. George

- 1640: In Madras wird das Fort St. George als erstes britisches Fort in Indien fertiggestellt. Das Fort wird bald ein Drehpunkt des Handels und Keimzelle einer Siedlung namens George Town.
- 1661: In Westminster Abbey wird Karl II. zum englischen König gekrönt. Da in der vorigen Zeit des Commonwealth of England die Kronjuwelen zum zweiten Mal verloren gegangen sind, wurde zur Krönung ein neuer Kronschatz angefertigt.

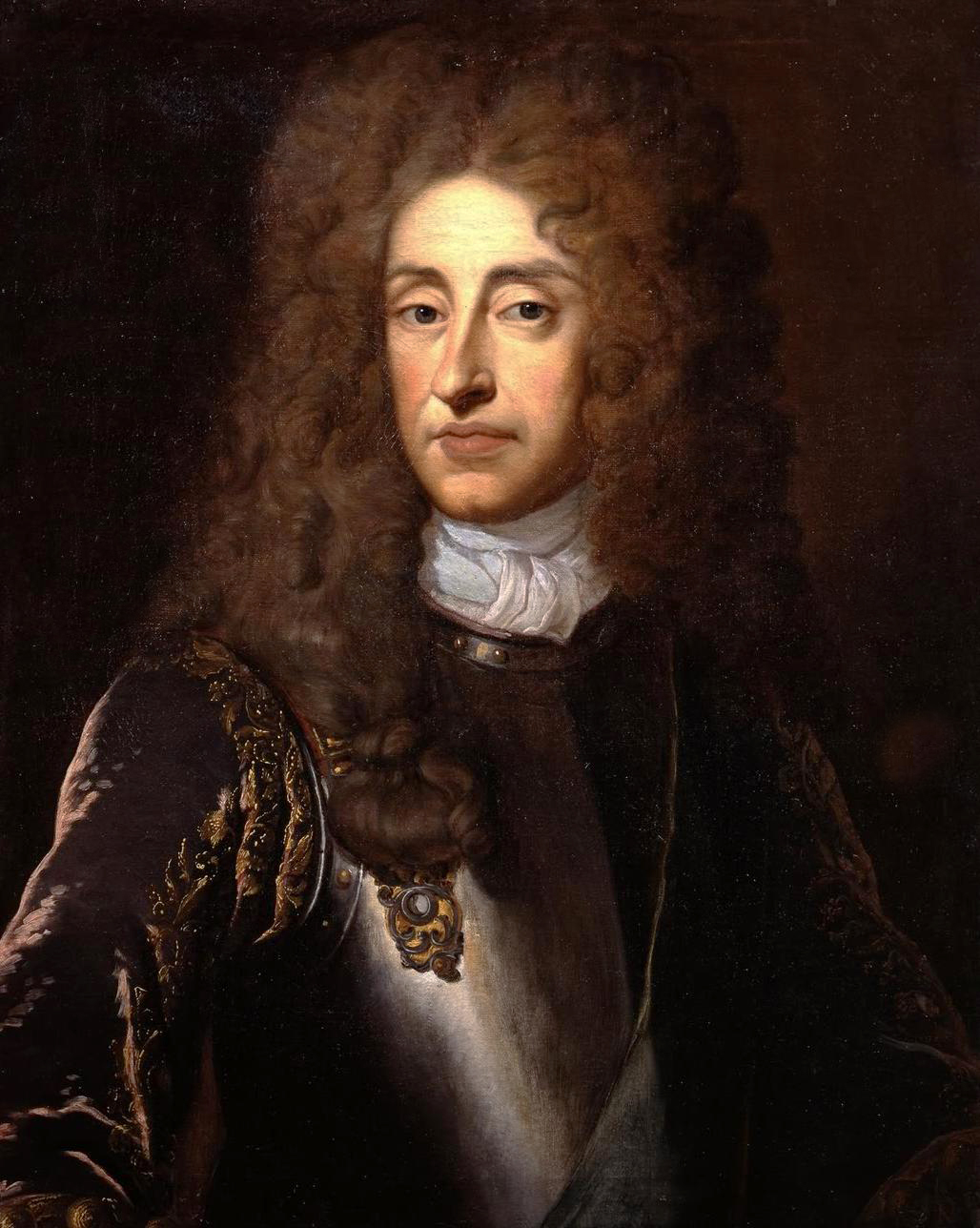
1685: Jakob II.

- 1685: In der Londoner Westminster Abbey wird Jakob II. zum König von England und von Irland gekrönt.
- 1759: Die Briten erlangen im Siebenjährigen Krieg Besitz über die Insel Guadeloupe. Auf der zuvor französischen Kolonie werden Zuckerrohr und Kaffee angebaut. Mit dem Frieden von Paris erhalten die Franzosen Guadeloupe wieder zurück.
- 1885: Der belgische König Leopold II. nimmt auf Basis von Beschlüssen der Berliner Kongokonferenz den Titel Souverän des Freistaates Kongo an. Der Kongo steht als sein Privatbesitz jenseits jeglichen Völkerrechts.
- 1889: In Schweden entsteht die Sveriges socialdemokratiska arbetareparti, die sich in ihren politischen Forderungen nah an der sozialdemokratischen Arbeiterbewegung in Deutschland orientiert. Gründungsmitglieder sind unter anderem August Palm und Hjalmar Branting.
- 1895: In der Tripel-Intervention erzwingen Russland, Frankreich und das Deutsche Reich von Japan die Rückgabe der zuvor im Japanisch-Chinesischen Krieg eroberten Halbinsel Liaodong an China.
- 1908: Die United States Army Reserve, die bundesweite Reservekomponente des Heeres der Vereinigten Staaten, wird gegründet.
- 1918: Der Royal Navy gelingt im Ersten Weltkrieg ein Überfall auf den Hafen von Zeebrugge.
- 1919: 14 Monate nach der Ausrufung der Republik Estland kommt in Tallinn die verfassungsgebende Versammlung Asutav Kogu zu ihrer ersten Sitzung zusammen.
- 1920: Im Osmanischen Reich konstituiert sich in Angora die von Mustafa Kemal Atatürk im Türkischen Befreiungskrieg gegründete und im Dezember des Vorjahres durch Wahlen legitimierte Große Nationalversammlung der Türkei. Der Wandel zur modernen Türkei hat damit begonnen.

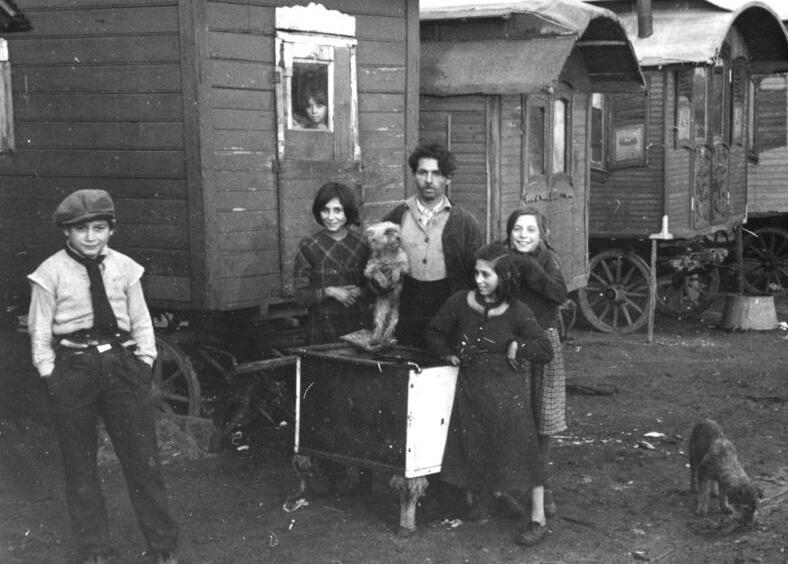
1935: Leben im Zigeunerlager

- 1935: In Köln wird das Zigeunerlager Bickendorf fertiggestellt, in dem in der Folge Sinti und Roma interniert werden.
- 1942: Nach der Zerstörung Lübecks durch einen Luftangriff der Royal Air Force im März startet die deutsche Luftwaffe mit der Bombardierung von Exeter den so genannten Baedeker Blitz auf englische Städte, die in Karl Baedekers Reiseführer mit drei Sternen vermerkt sind.

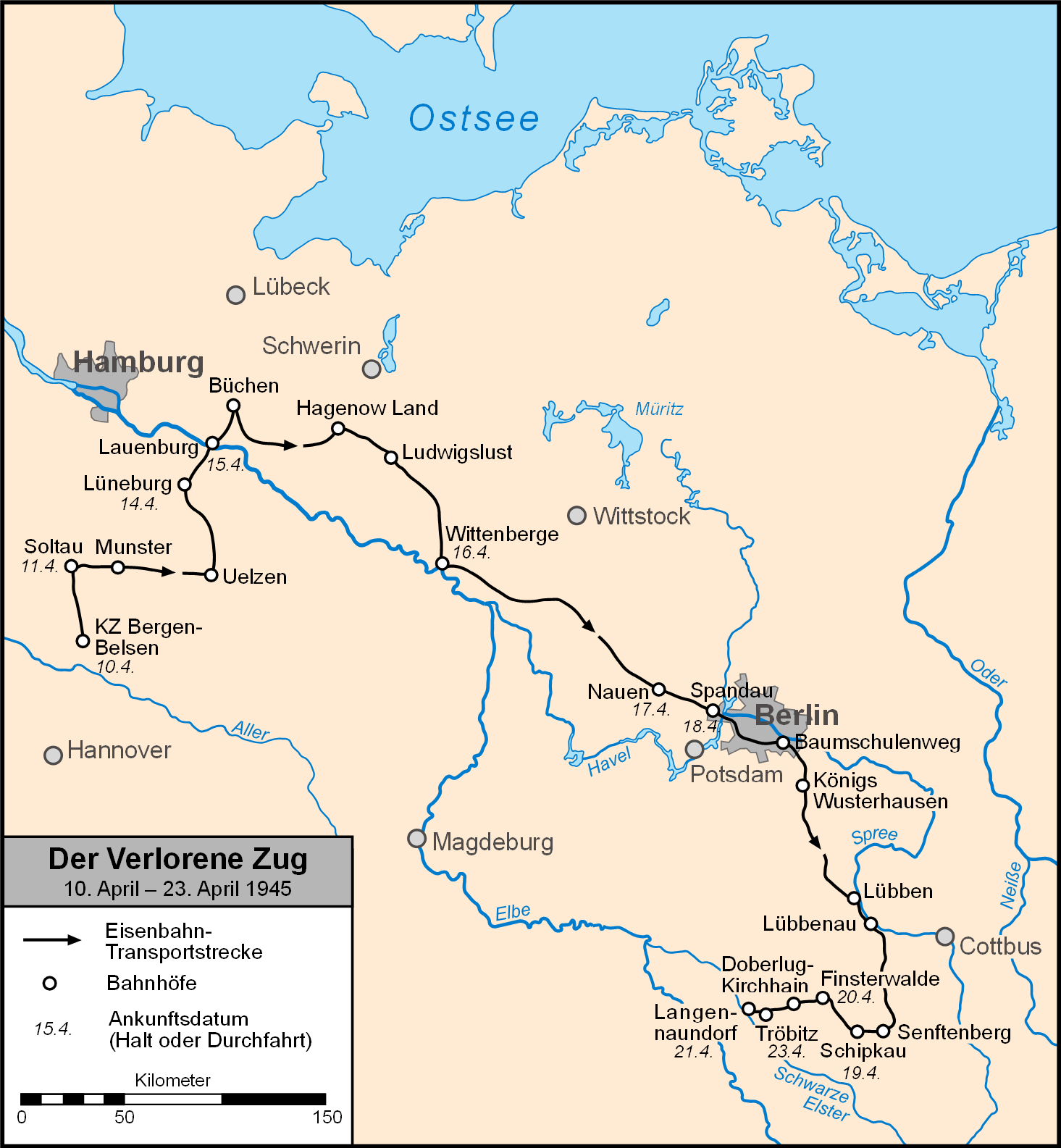
1945: Die zurückgelegte Strecke des Verlorenen Zuges

- 1945: Der seit dem 10. April durch Deutschland irrende „Verlorene Zug“, ein Häftlingstransport vom KZ Bergen-Belsen nach Theresienstadt, wird in Tröbitz von der Roten Armee befreit.
- 1945: Das Konzentrationslager Flossenbürg wird von der US-Armee befreit. In dem KZ sind nur noch 1.600 Gefangene übrig. Die meisten Insassen sind zu diesem Zeitpunkt auf einem der Todesmärsche.
- 1945: Die Wehrmacht kann die Stadt Treuenbrietzen kurzzeitig von der Roten Armee zurückerobern. In den folgenden Stunden kommt es zu den Massakern von Treuenbrietzen.
- 1945: Insassen des Zellengefängnisses Lehrter Straße, darunter Klaus Bonhoeffer, Albrecht Haushofer und Rüdiger Schleicher, werden als Teil zahlreicher Endphaseverbrechen im Zweiten Weltkrieg von der Gestapo ermordet.

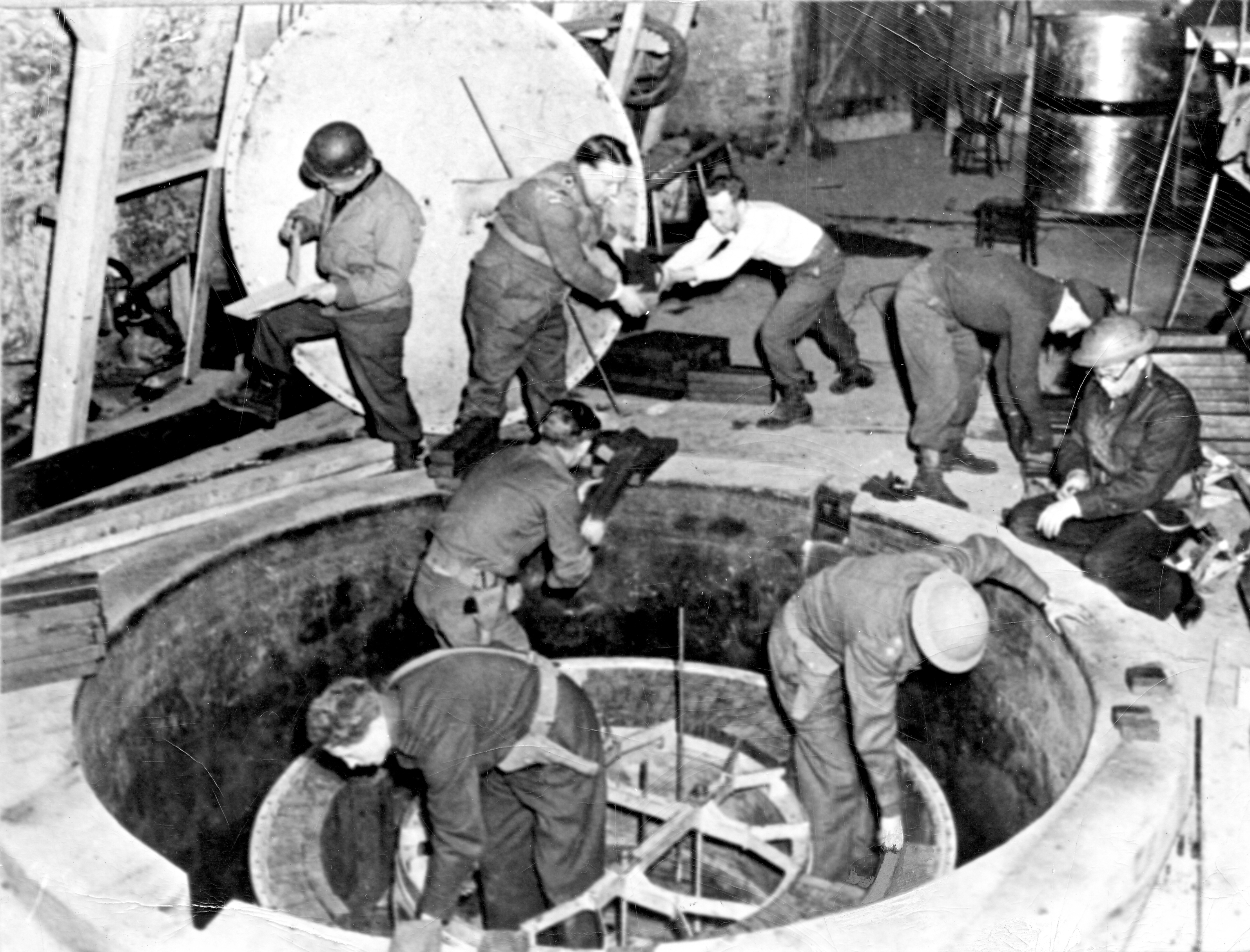
1945: Abbau des Forschungsreaktors

- 1945: Die US-amerikanische Spezialeinheit Alsos entdeckt in einem Felsenkeller im süddeutschen Haigerloch den Forschungsreaktor Haigerloch, den letzten Reaktorversuch des deutschen Uranprojekts.
- 1946: Im Anschluss an den Vereinigungsparteitag von KPD und SPD zur SED erscheint erstmals die Tageszeitung Neues Deutschland, Nachfolger der Deutschen Volkszeitung der KPD und dem SPD-Blatt Das Volk.
- 1948: Berliner Studierende demonstrieren für eine Freie Universität Berlin und das Ende der politischen Einflussnahme auf die akademische Ausbildung an der Universität Berlin.

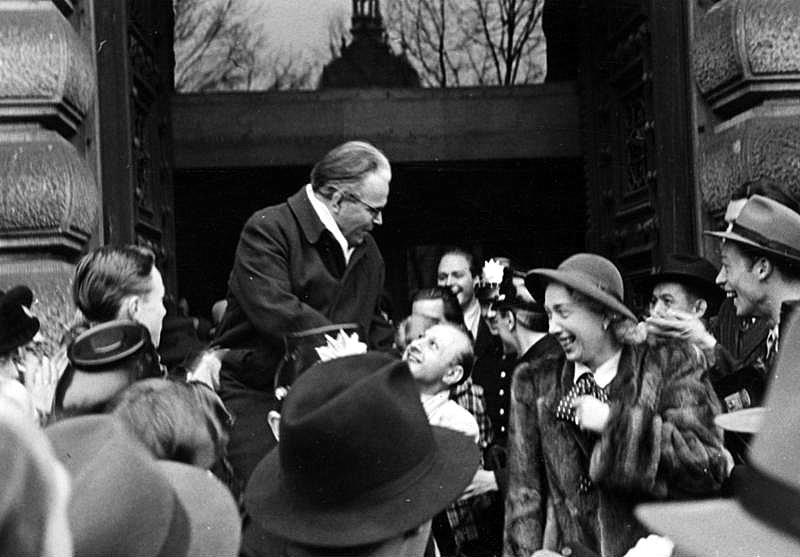
1949: Veit Harlan nach seinem Freispruch

- 1949: In Hamburg endet der aufsehenerregende Prozess gegen Veit Harlan, den Regisseur des antisemitischen Propagandafilms Jud Süß, mit einem Freispruch.
- 1949: Nur fünf Tage nach der Kiellegung der United States stellt Verteidigungsminister Louis A. Johnson das Bauprojekt für den ersten so genannten „Supercarrier“ ein. Das führt zur Eskalation des schwelenden „Aufstands der Admirale“ gegen die aus ihrer Sicht die US Air Force begünstigende Militärpolitik der US-Regierung.
- 1949: Beeinflusst durch Niederländische Annexionspläne nach dem Zweiten Weltkrieg werden im grenznahen Selfkant- und Elten-Gebiet sowie im Landkreis Grafschaft Bentheim kleinere Gebietsabtrennungen vorgenommen.
- 1960: Bundeskanzler Konrad Adenauer und der französische Premierminister Michel Debré eröffnen die bislang einzige Deutsch-Französische Gartenschau in Saarbrücken. Das Gelände entwickelt sich in der Folge als Deutsch-Französischer Garten zu einem viel besuchten Naherholungsort.

1972: Referendum in Frankreich zur EWG-Norderweiterung

- 1972: Bei einem Referendum in Frankreich stimmen 68,3 Prozent der Wähler für die geplante EWG-Norderweiterung.

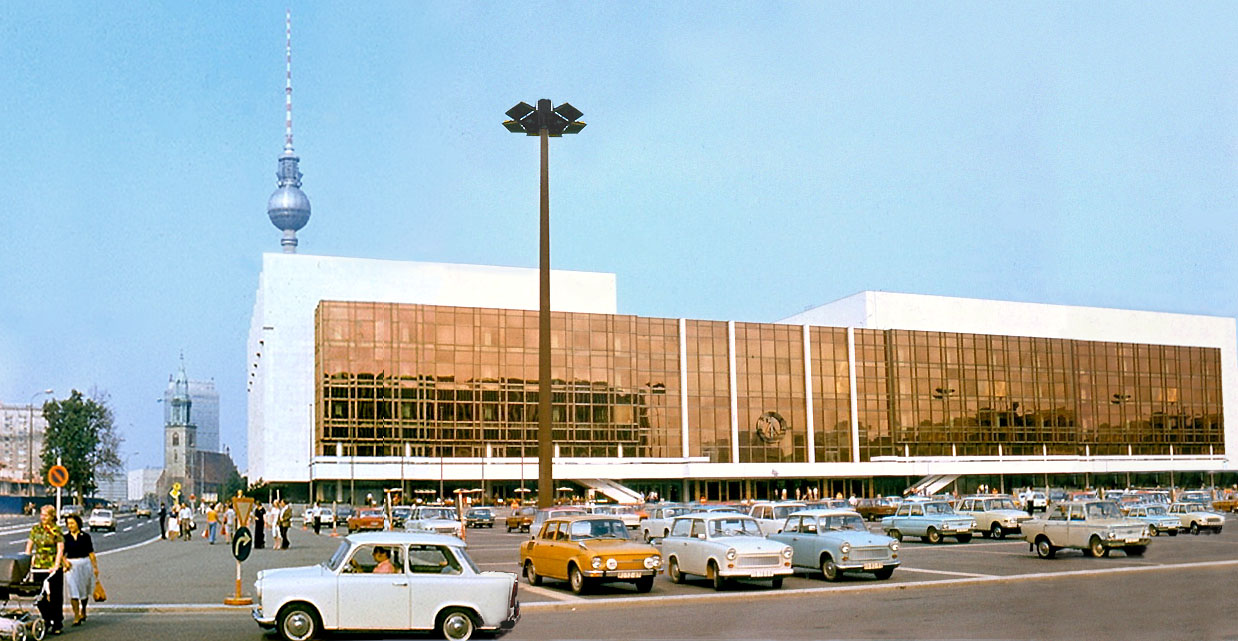
1976: Palast der Republik

- 1976: In Ost-Berlin wird der Palast der Republik nach 32-monatiger Bauzeit feierlich eröffnet. Er wird die Volkskammer der DDR beherbergen, aber auch als Volksheim und Kulturhaus genutzt werden.
- 1982: Wegen Streitigkeiten über eine Kontrollstelle auf der Straße, die die Florida Keys mit dem Festland verbindet, ruft der Bürgermeister von Key West, Dennis Wardlow, die unabhängige Conch Republic aus und erklärt den Vereinigten Staaten den Krieg. Eine Minute später kapituliert die Mikronation bedingungslos und bittet um Wiederaufbauhilfe. Die medienwirksame Aktion führt schließlich zur Schließung der Kontrollstelle.

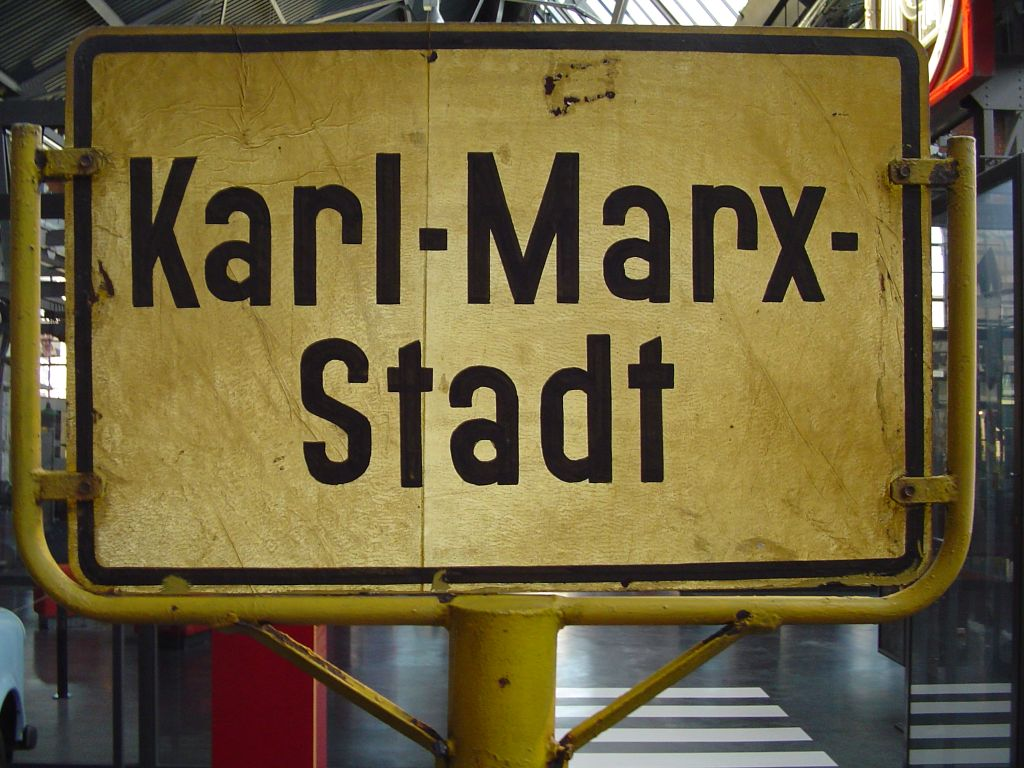
1990: aus Karl-Marx-Stadt wird wieder Chemnitz

- 1990: Bei einer Volksabstimmung stimmen 76 % der Stimmberechtigten für die Rückbenennung von Karl-Marx-Stadt in Chemnitz. Die offizielle Umbenennung erfolgt am 1. Juni.
- 1998: In Belgien kann der Kindermörder Marc Dutroux aus einem Gerichtsgebäude fliehen, nach einem Großeinsatz der Polizei jedoch am gleichen Tag wieder in Gewahrsam genommen werden. Als Konsequenz dieser Vorfälle treten der belgische Innenminister Johan Vande Lanotte und der Justizminister Stefaan De Clerck sowie der Polizeichef von ihren Ämtern zurück.
- 1999: Die NATO bombardiert während der Operation Allied Force im Rahmen des Kosovokrieges das Hauptquartier des Serbischen Rundfunks, wobei 16 Menschen getötet werden.
- 2005: In Österreich wird Heinz-Christian Strache auf dem Bundesparteitag der Freiheitlichen Partei Österreichs (FPÖ) zum Bundesparteiobmann gewählt. Er übernimmt diese Position von Hilmar Kabas.
- 2018: Auf Grund anhaltender gegen ihn gerichteter Massenproteste tritt der armenische Regierungschef Sersch Sargsjan nach nur sechs Tagen im Amt zurück.

### Wirtschaft

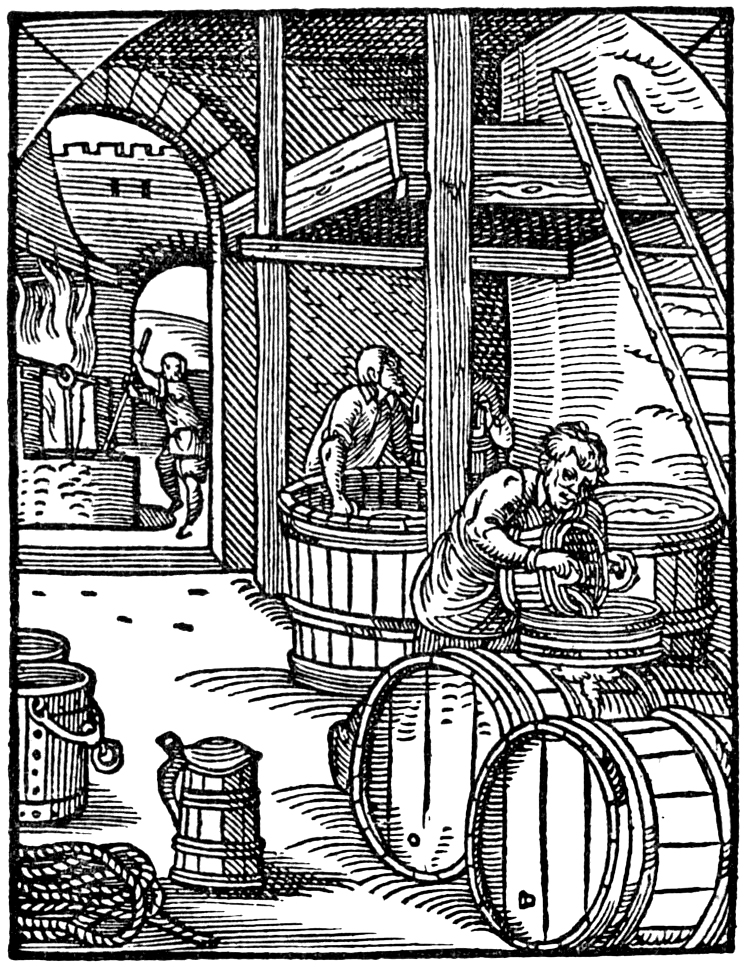
1516: Bierbrauer

- 1516: Herzog Wilhelm IV. und Ludwig X. von Bayern erlassen in Ingolstadt eine neue bayerische Landesordnung. Weil darin unter anderem auch der Preis und die Inhaltsstoffe von Bier geregelt werden, wird eine Textpassage dieser Landesordnung später als „bayerisches Reinheitsgebot“ bezeichnet.
- 1838: Mit der Sirius und der vier Tage später gestarteten Great Western laufen gleich zwei Dampfschiffe im Hafen von New York ein. Es sind dies die beiden ersten Dampfer aus Europa. Mit dem Dampfschiffverkehr über den Atlantik reduziert sich die Reisezeit merklich. Die Great Western erhält für ihre Überfahrt in Rekordgeschwindigkeit das Blaue Band.
- 1948: Der Interzonenzugverkehr zwischen Berlin und den Westzonen wird auf sowjetische Weisung wegen angeblich „technischer Schwierigkeiten“ lahmgelegt. Er ist durch die später verhängte Berlin-Blockade bis zum 12. Mai 1949 unterbrochen.
- 1965: In Paris wird der Peugeot 204 vorgestellt, das erste Auto des Herstellers Peugeot mit Frontantrieb.
- 1971: Die Luxushotelkette Shangri-La Hotels and Resorts eröffnet in Singapur ihr erstes Hotel.
- 2004: In der lothringischen Stadt Creutzwald schließt das letzte noch betriebene Kohlebergwerk in Frankreich.

### Wissenschaft und Technik

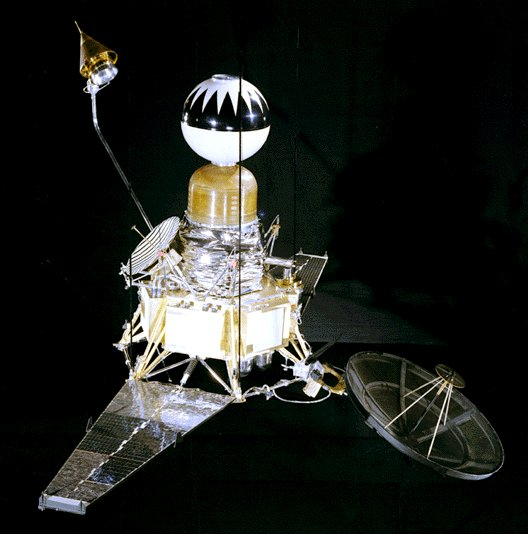
1962: Ranger 4

- 1962: Mit Ranger 4 startet die erste Raumsonde der NASA, die den Mond erreichen wird, jedoch bricht am gleichen Tag der Kontakt ab. Die Sonde schlägt drei Tage später auf dem Mond auf.
- 1967: Vom Kosmodrom Baikonur aus erfolgt der Start des ersten bemannten sowjetischen Raumschiffs des neuen Sojus Types Sojus 1, das von Anfang an mit Problemen zu kämpfen hat. An Bord befindet sich der Kosmonaut Wladimir Michailowitsch Komarow.

### Kultur
- 1563: In der spanischen Ortschaft San Lorenzo de El Escorial wird der Grundstein für den Bau der Klosterresidenz El Escorial gelegt. Nach 21 Jahren sind die Arbeiten am weltgrößten Renaissancebauwerk beendet.
- 1775: Die Uraufführung von Wolfgang Amadeus Mozarts Dramma per musica Il re pastore, KV 208, mit dem Libretto von Pietro Metastasio erfolgt in Salzburg.
- 1830: Die komische Oper Danilowa von Adolphe Adam wird an der Opéra-Comique in Paris uraufgeführt.

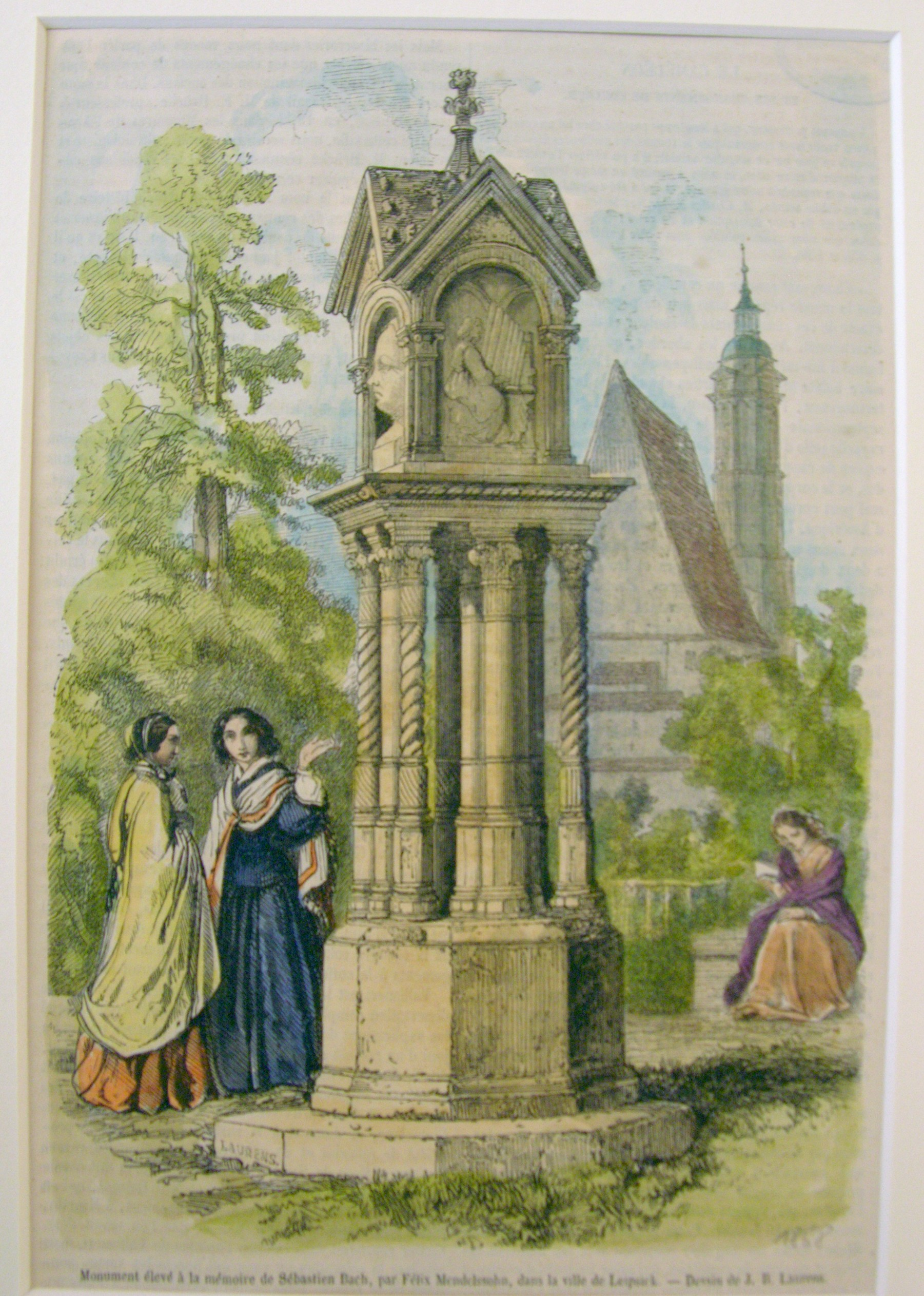
1843: Altes Bach-Denkmal

- 1843: Das Alte Bach-Denkmal in Leipzig – das erste Denkmal seiner Art weltweit und wesentlich auf Initiative des jungen Felix Mendelssohn Bartholdy errichtet – wird in Leipzig eingeweiht.

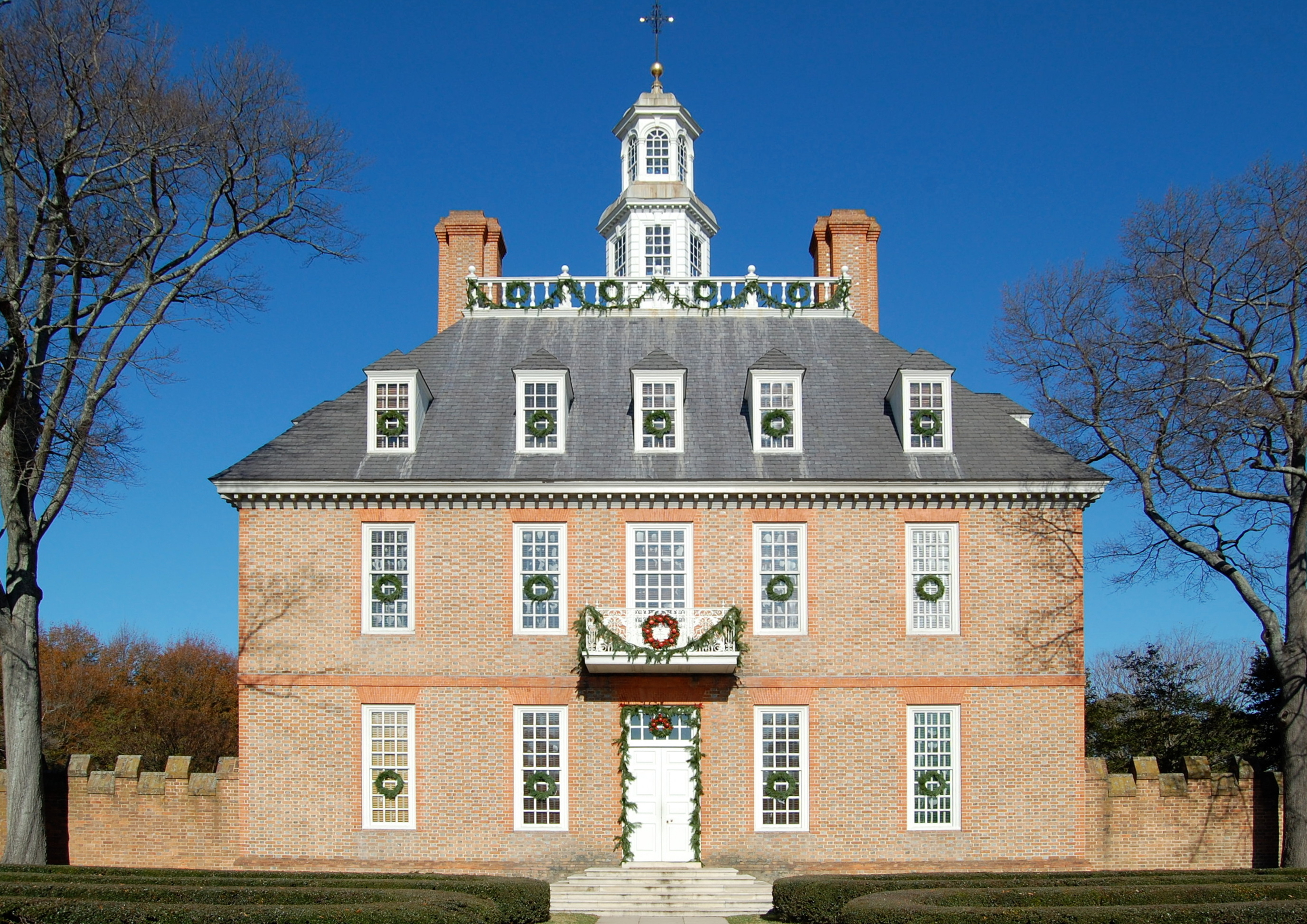
1934: Governor’s Palace

- 1934: Im Museumsstädtchen Williamsburg (Virginia) wird der Nachbau des 1781 durch einen Brand zerstörten britischen Governor’s Palace für das Publikum freigegeben. Im originalen Gebäude residierten die Gouverneure der Kronkolonie Virginia.
- 1972: Mit hr3 geht das dritte Hörfunkprogramm des Hessischen Rundfunks auf Sendung.
- 1976: Die US-Punk-Band Ramones veröffentlicht ihr gleichnamiges Debütalbum.
- 1997: Das Musical Titanic von Maury Yeston und Peter Stone hat seine Uraufführung am Lunt-Fontanne Theatre am Broadway in New York.
- 2005: Jawed Karim, einer der Gründer des Internetportals YouTube, lädt mit Me at the zoo das erste Video hoch.

### Gesellschaft

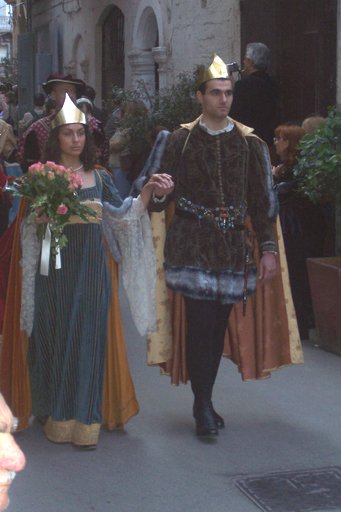
1407: Hochzeit von Maria d’Enghien (histor. Umzug)

- 1407: Maria d’Enghien, Fürstin von Tarent, heiratet König Ladislaus von Neapel in der St. Leonardokapelle im Castello Aragonese in Tarent. In der Zeit davor sind Versuche des Königs, das Fürstentum Tarent mit Waffengewalt einzunehmen, gescheitert. Mit dieser Hochzeit erreicht er auf friedliche Weise sein Ziel.

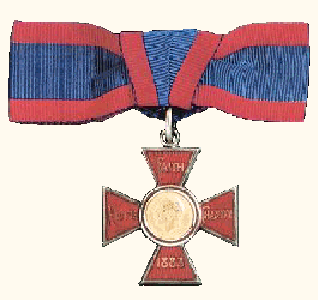
1883: Das Royal Red Cross

- 1883: Das Royal Red Cross wird von Königin Victoria als militärische Auszeichnung für Verdienste in der Krankenpflege gestiftet.

### Religion

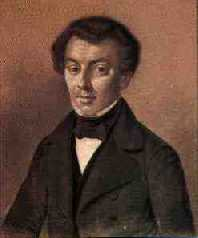
1834: Johann Gerhard Oncken

- 1834: Der US-amerikanische Baptist Barnas Sears tauft in der Hamburger Elbe Johann Gerhard Oncken und weitere sechs Menschen, die daraufhin die erste deutsche und damit auch die erste kontinentaleuropäische Baptistengemeinde gründen.

### Katastrophen
- 1902: Auf der Antillen-Insel Martinique zeigt der Vulkan Mont Pelé eine kleine Eruption, die den großen verheerenden Ausbruch vom 8. Mai ankündigt, der der verlustreichste Vulkanausbruch des 20. Jahrhunderts mit rund 30.000 Toten ist.

Kleinere Unglücksfälle sind in den Unterartikeln von Katastrophe und in der Liste von Katastrophen aufgeführt.

### Sport
- 1954: Um die Geschwindigkeit und Attraktivität des Basketballspiels zu erhöhen, führt die National Basketball Association die Wurfuhr ein. Auf ihr werden die verbleibenden Sekunden bis zum Ablauf der 24-Sekunden-Angriffszeit gezeigt. Erstmals offiziell zum Einsatz kommt sie im Oktober zum Saisonauftakt 1954/55 im Spiel der Rochester Royals gegen die Boston Celtics.
- 1988: Der Radrennfahrer Kanellos Kanellopoulos fliegt das allein mit Muskelkraft angetriebene Flugzeug Daedalus 88 in knapp vier Stunden von Kreta nach Santorin.
- 1994: Am drittletzten Spieltag der Fußball-Bundesliga erzielt Thomas Helmer vom FC Bayern München gegen den 1. FC Nürnberg ein sogenanntes „Phantomtor“. Der DFB erklärt das Tor im Nachhinein für ungültig und lässt das Spiel wiederholen; die Neuansetzung am 3. Mai gewinnen die Bayern mit 5:0.

Einträge von Leichtathletik-Weltrekorden befinden sich unter der jeweiligen Disziplin unter Leichtathletik.

## Geboren

### Vor dem 18. Jahrhundert

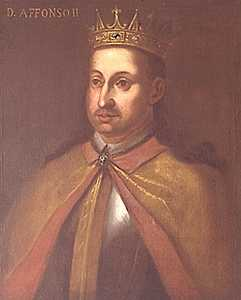
Alfons II. (* 1185)

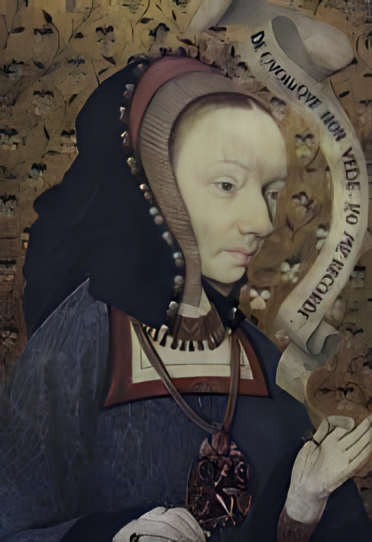
Jeanne de Valois (* 1464)

- 1170: Isabella von Hennegau, Königin von Frankreich als erste Ehefrau König Philipps II. August
- 1185: Alfons II., König von Portugal
- 1238: Narathihapate, Herrscher von Bagan
- 1336: Olivier V. de Clisson, Connétable von Frankreich
- 1371: Wilhelm II. von Meißen, zweiter Sohn von Markgraf Friedrich des Strengen
- 1458: Georg von Gemmingen, Domherr in Worms und Speyer, sowie Generalvikar des Bistums Speyer
- 1464: Robert Fayrfax, englischer Musiker und Komponist
- 1464: Jeanne de Valois, Herzogin von Orleans und Königin von Frankreich
- 1484: Julius Caesar Scaliger, italienischer Humanist, Dichter und Naturforscher
- 1500: Alexander Alesius, deutscher Theologe und Reformator
- 1500: Johannes Stumpf, in der Schweiz lebender Theologe, Kartograf, Historiker und Chronist
- 1508: Georg Sabinus, Gründungsrektor der Universität zu Königsberg
- 1509: Afonso de Portugal, portugiesischer Kardinal
- 1516: Georg Fabricius, deutscher Dichter, Historiker und Archäologe
- 1522: Caterina de’ Ricci, Priorin des Klosters Prato in Toscana
- 1532: Anna Maria von Braunschweig-Calenberg-Göttingen, Herzogin von Preußen
- 1583: Ernst von Brandenburg, Markgraf von Brandenburg
- 1583: Joachim von Brandenburg, Markgraf von Brandenburg
- 1586: Johann Georg II. Fuchs von Dornheim, Fürstbischof von Bamberg, Gegenreformator und Hexenverfolger
- 1586: Martin Rinckart, deutscher Dichter, protestantischer Theologe und Kirchenmusiker
- 1597: Alvise Contarini, venezianischer Diplomat
- 1598: Maarten Tromp, niederländischer Admiral
- 1602: Friedrich Rudolf von Fürstenberg-Stühlingen, Graf von Fürstenberg, Landgraf von Stühlingen, Hofkriegsrat, Oberststallmeister und Oberstfeldzeugmeister der kaiserlichen Armee
- 1621: Georg Arnold, österreichischer Komponist und Organist
- 1621: William Penn, englischer Admiral
- 1629: Jan Commelin, niederländischer Pflanzenhändler und Botaniker
- 1638: Albrecht von Reichel, Stadtmajor, Stadtwachtmeister und Stadtkommandant in Breslau
- 1640: Johann Christoph Adelmann von Adelmannsfelden, Propst der Fürstpropstei Ellwangen
- 1649: Andreas Kneller, deutscher Komponist und Organist
- 1654: Heinrich Christoph Fehling, Dresdner Maler
- 1656: Anton Egon, Reichsfürst und gefürsteter Landgraf von Fürstenberg-Heiligenberg
- 1661: Issachar Berend Lehmann, deutscher Bankier, Münzagent, Heereslieferant und Verhandlungsdiplomat
- 1679: Johann Georg Liebknecht, deutscher Professor der Theologie und Mathematik
- 1680: Anna Canalis di Cumiana, morganatische Ehefrau des Königs Viktor Amadeus II. von Sardinien
- 1682: Johann Georg Meindl, Aufrührer und Anführer der Bayerischen Volkserhebung
- 1683: Johann David Heinichen, deutscher Komponist und Musiktheoretiker
- 1686: Bernard Gates, englischer Komponist, Chorsänger und -leiter
- 1697: George Anson, 1. Baron Anson, britischer Marineoffizier
- 1699: Gottfried Geyser, deutscher lutherischer Theologe

### 18. Jahrhundert
- 1708: Friedrich von Hagedorn, deutscher Dichter des Rokoko
- 1712: Devasahayam Pillai, indischer Konvertit zum Katholizismus und Märtyrer, Seliger der katholischen Kirche
- 1715: Johann Friedrich Doles, deutscher Komponist und Thomaskantor
- 1725: Johann Ernst Zeiher, deutscher Mathematiker, Mechaniker, Sprachwissenschaftler und Optiker
- 1728: Samuel Wallis, britischer Marineoffizier, Weltumsegler und erster Europäer in Tahiti
- 1737: Josiah Martin, letzter britischer Kolonialgouverneur von North Carolina
- 1738: Friedrich August, deutscher Fürst und erster Herzog von Nassau
- 1751: Gilbert Elliot-Murray-Kynynmound, 1. Earl of Minto, britischer Politiker und Diplomat
- 1756: Jacques Nicolas Billaud-Varenne, französischer Revolutionär
- 1756: Édouard Thomas Burgues de Missiessy, französischer Admiral
- 1756: Alexander Reinagle, US-amerikanischer Komponist (Taufdatum)
- 1757: Alessandro Rolla, italienischer Violinist und Komponist
- 1758: Alexander Cochrane, britischer Admiral
- 1763: Karl Friedrich Hipp, deutscher Pädagoge und Mathematiker
- 1765: Jacob Fidelis Ackermann, deutscher Mediziner
- 1766: Carsten Tank, norwegischer Kaufmann und Politiker
- 1768: José Álvarez Cubero, spanischer Bildhauer
- 1768: Friedrich Groos, deutscher Arzt und Philosoph
- 1773: Johann Cronthaler, österreichischer Orgelbauer
- 1774: Georg Bucher, österreichischer Hauptmann und Schützenmajor im Tiroler Freiheitskampf

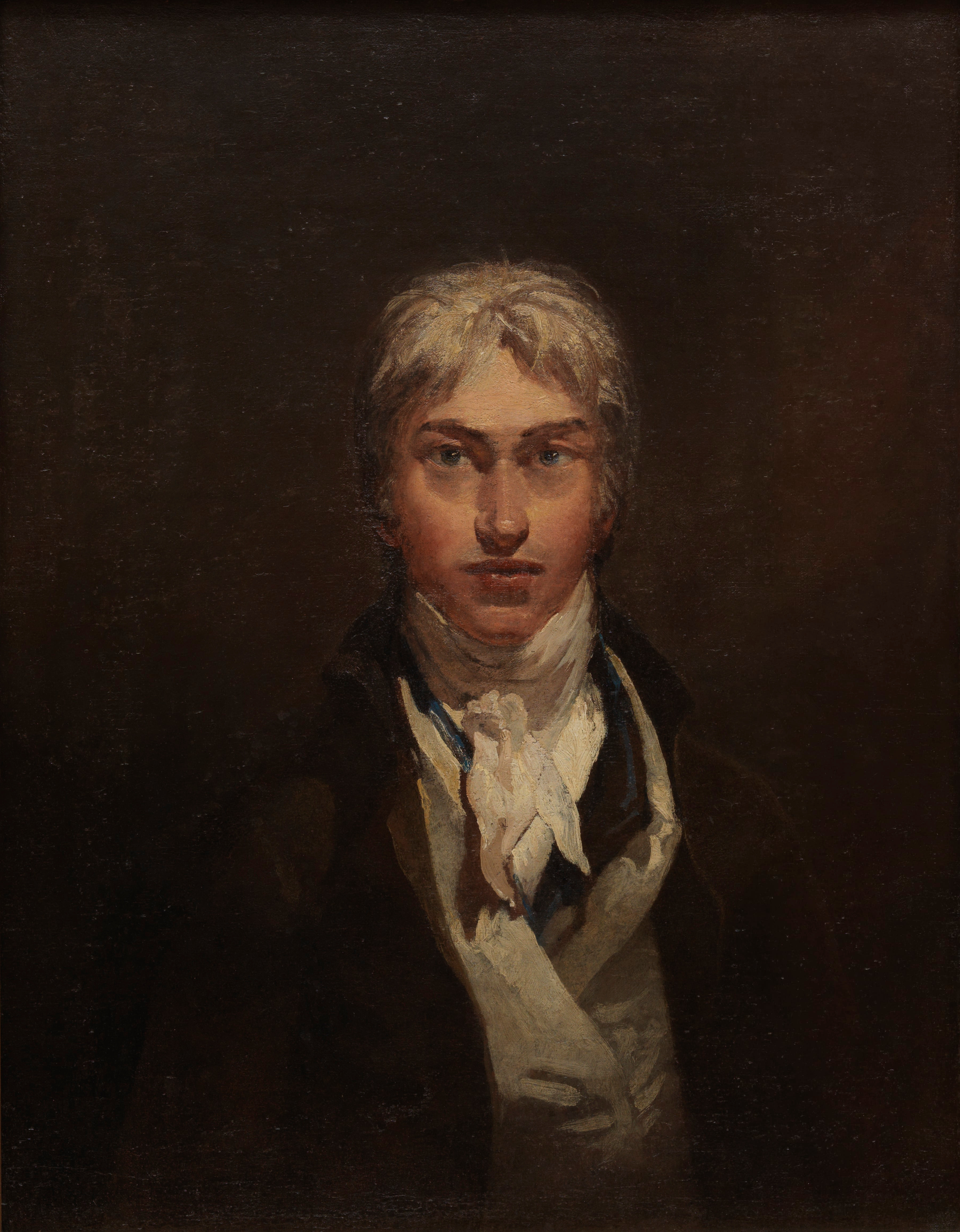
William Turner (* 1775)

- 1775: William Turner, britischer Maler
- 1778: John Harvey, britischer General und Kolonialadministrator
- 1780: Carl Anton Henschel, deutscher Oberbergrat und Begründer der Maschinenfabrik Henschel
- 1791: James Buchanan, US-amerikanischer Diplomat und Präsident der Vereinigten Staaten
- 1791: Friedrich von Olivier, deutscher Maler
- 1797: Ernst Ferdinand Oehme, Maler der deutschen Romantik
- 1797: Jean Léonard Marie Poiseuille, französischer Mediziner und Physiker
- 1799: Ferdinand von Westphalen, preußischer Innenminister
- 1800: Emilie zur Lippe, deutsche Adelige

### 19. Jahrhundert

#### 1801–1850
- 1801: Friedrich Notter, deutscher Schriftsteller und Reichstagsabgeordneter
- 1801: Emanuel Walter Oswald, Schweizer Unternehmensgründer, Bankier und Großrat
- 1801: John Stuart-Wortley, 2. Baron Wharncliffe, britischer Adliger und Politiker
- 1801: José Jorge Viteri y Ungo, erster Bischof des Bistums San Salvador
- 1802: Johann Georg Beilhack, deutscher Sprachwissenschaftler und Pädagoge
- 1802: Joseph Fortuné Théodore Eydoux, französischer Zoologe und Chirurg
- 1802: Ludwig Lehmann, deutscher Unternehmer und Bankier
- 1803: Jules Joseph d’Anethan, belgischer Staatsmann
- 1803: Adin Ballou, US-amerikanischer Prediger und Gründer der christlich-pazifistischen Gemeinschaft Hopedale Community
- 1804: Ferdinand Anderson, deutscher Jurist und Politiker, Mitglied der Frankfurter Nationalversammlung
- 1804: Friedrich von Spankeren, preußischer Beamter und Politiker

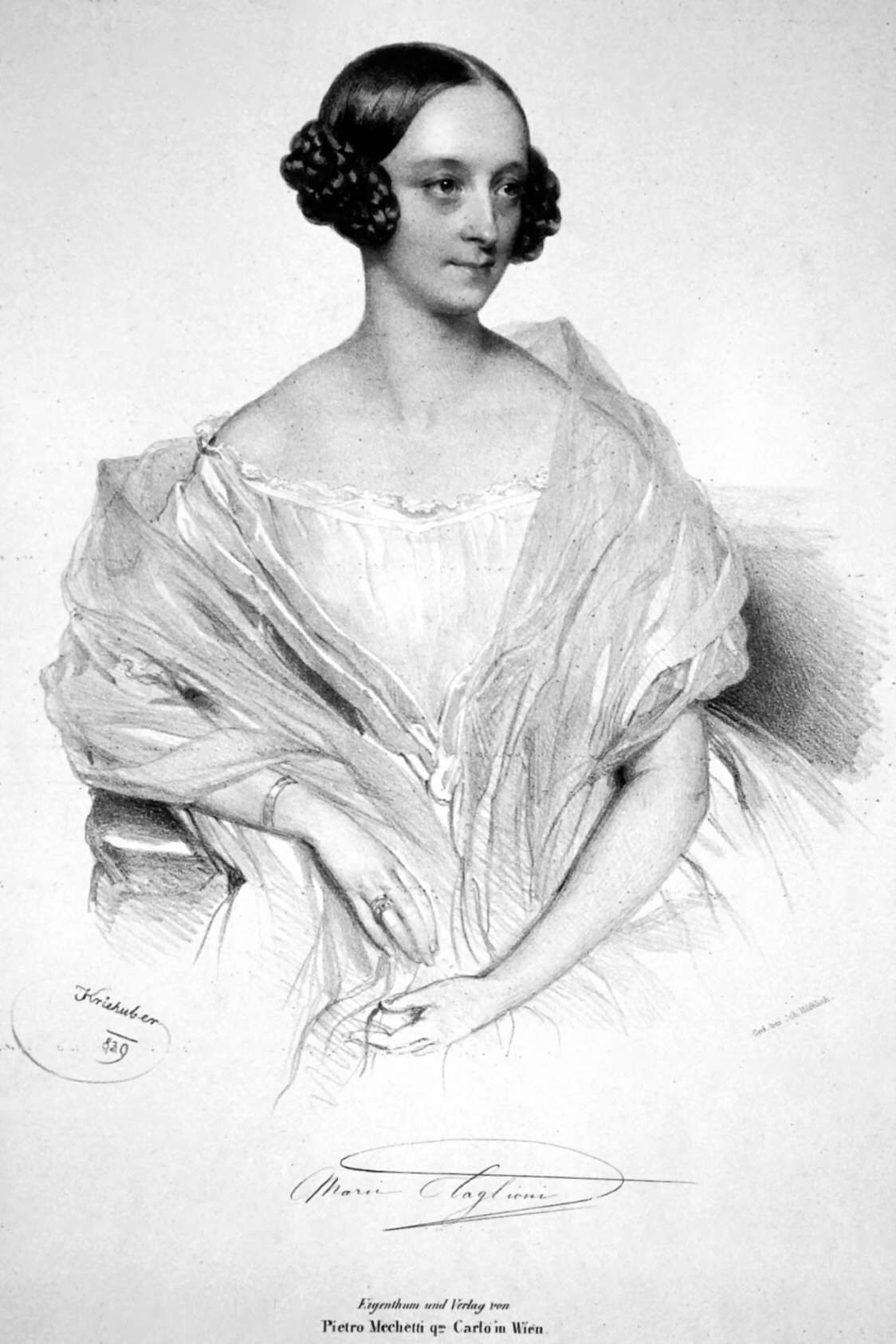
Marie Taglioni (* 1804)

- 1804: Marie Taglioni, italienische Tänzerin

- 1805: William Darwin Fox, englischer Geistlicher und Naturforscher
- 1805: Augustus Addison Gould, US-amerikanischer Conchologe, Malakologe und Naturwissenschaftler
- 1805: Adalbert Lanna der Ältere, böhmischer Großindustrieller
- 1805: Xavier Péquignot, Schweizer Politiker, Lehrer und Journalist
- 1805: Karl Rosenkranz, deutscher Philosoph und Hegel-Biograph
- 1805: Heinrich Daniel Schmid, elsässisch-österreichischer Industrieller und Maschinenbauer
- 1806: Conrad Abée, kurhessischer Politiker, Minister
- 1806: Friedrich August Fritzsche, deutscher Jurist und Politiker, Mitglied der Frankfurter Nationalversammlung
- 1806: Wilhelm Wackernagel, deutscher Schriftsteller und Germanist
- 1807: Harry Maitey, erster Hawaiier in Preußen

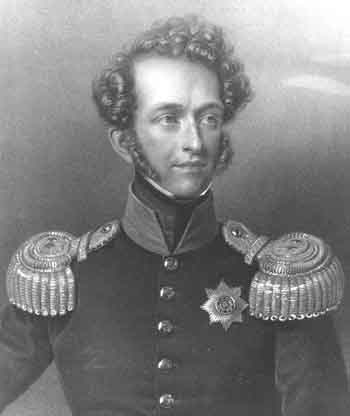
Karl von Hessen-Darmstadt (* 1809)

- 1809: Karl von Hessen-Darmstadt, Prinz von Hessen-Darmstadt
- 1809: Eugène Prévost, französischer Komponist und Dirigent
- 1812: Anton Lutterbeck, deutscher Theologe und Philologe
- 1812: Frederick Whitaker, englisch-neuseeländischer Jurist und Politiker, Attorney General, Premierminister von Neuseeland
- 1813: Stephen A. Douglas, US-amerikanischer Politiker, Mitglied des Repräsentantenhauses, Senator, Präsidentschaftskandidat
- 1816: Christian Müller, deutsch-schweizerischer Apotheker und Politiker
- 1819: Constans Pontin, schwedischer Schriftsteller und Jurist
- 1819: Edward Stafford, neuseeländischer Politiker, Premierminister
- 1820: James Sant, britischer Maler
- 1822: Jorge Córdova, bolivianischer Offizier und Politiker, Staatspräsident
- 1822: Alfred Dehodencq, französischer Maler

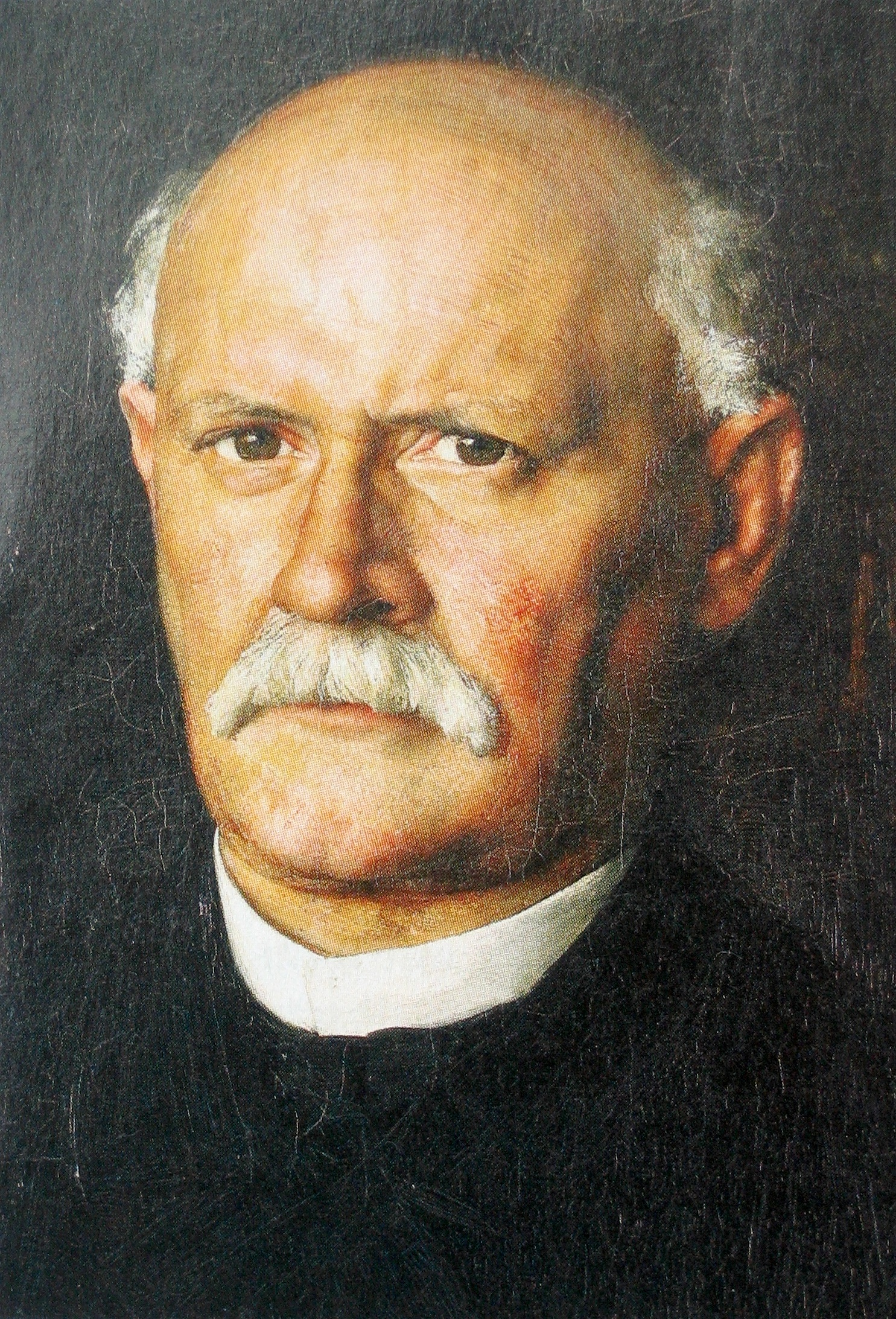
Emil Welti (* 1825)

- 1825: Emil Welti, Schweizer Jurist und Politiker, Bundesrat, Bundespräsident
- 1826: Nina Camenisch, Schweizer Dichterin und Schriftstellerin
- 1827: August Ganghofer, deutscher Forstbeamter
- 1827: Johann Friedrich von Schulte, Professor für Rechtsgeschichte, Zivil- und Kirchenrecht
- 1828: Albert I., König von Sachsen
- 1833: Johann Georg Anton Geuther, deutscher Chemiker
- 1838: Elise Fontane, Schwester Theodor Fontanes
- 1839: Fredrik Petersen, norwegischer Theologe
- 1840: Max Haushofer jr., deutscher Nationalökonom und Schriftsteller
- 1845: Pier Andrea Saccardo, italienischer Botaniker
- 1845: Adolf von Zemlinszky, österreichischer Schriftsteller und Journalist
- 1849: Georg Aster, deutscher Architekt und Sachbuchautor
- 1850: Philippe Godet, Schweizer Schriftsteller

#### 1851–1900
- 1851: Carl Sophus Lumholtz, norwegischer Naturforscher und Ethnologe
- 1852: Konrad Lessing, deutscher Landschaftsmaler
- 1855: Luise Gerbing, deutsche Heimatforscherin
- 1855: Ernst von Wolzogen, deutscher Schriftsteller
- 1857: Ruggero Leoncavallo, italienischer Komponist

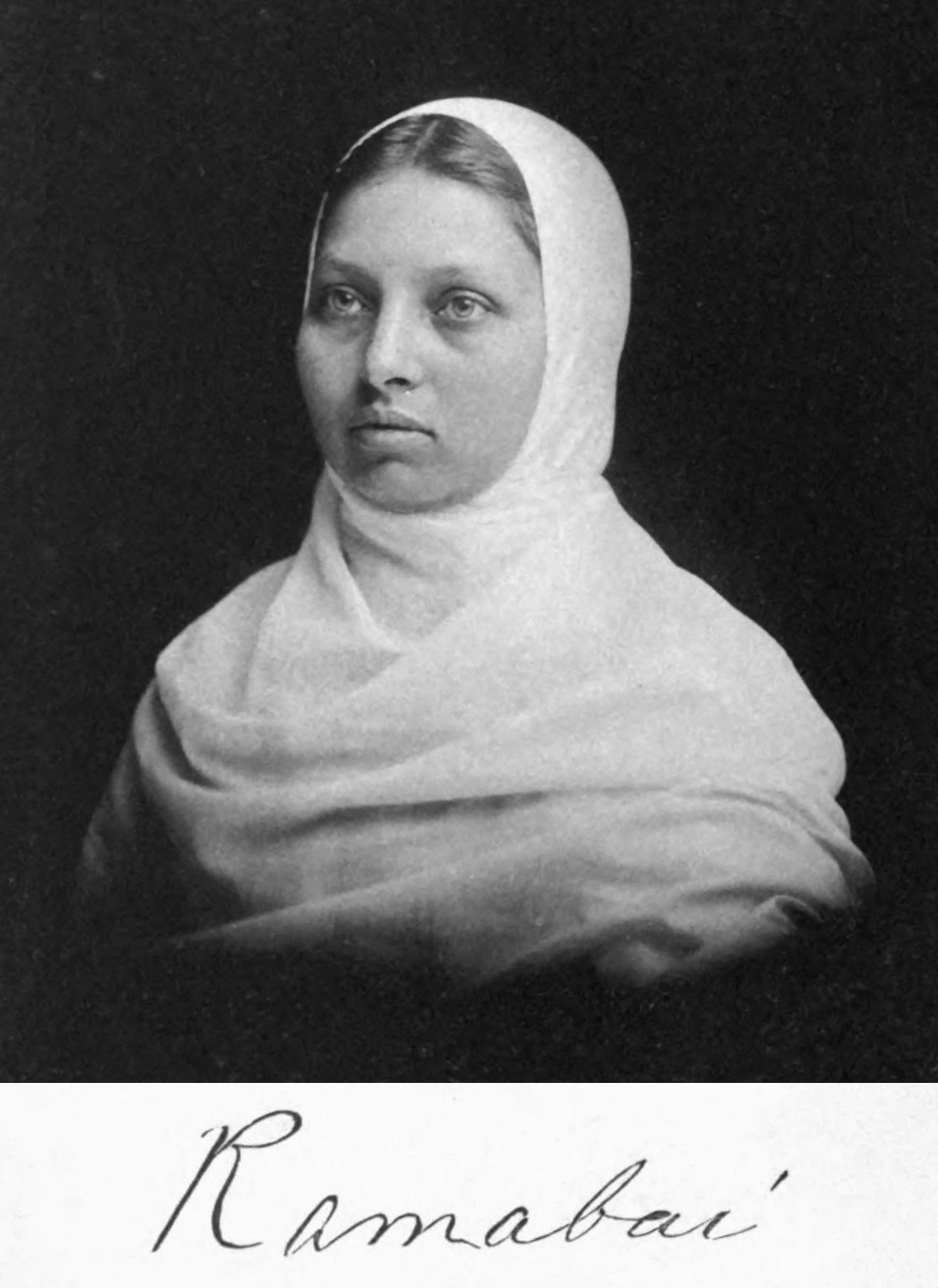
Pandita Ramabai (* 1858)

- 1858: Ramabai Dongre Medhavi, indische Sozialreformerin

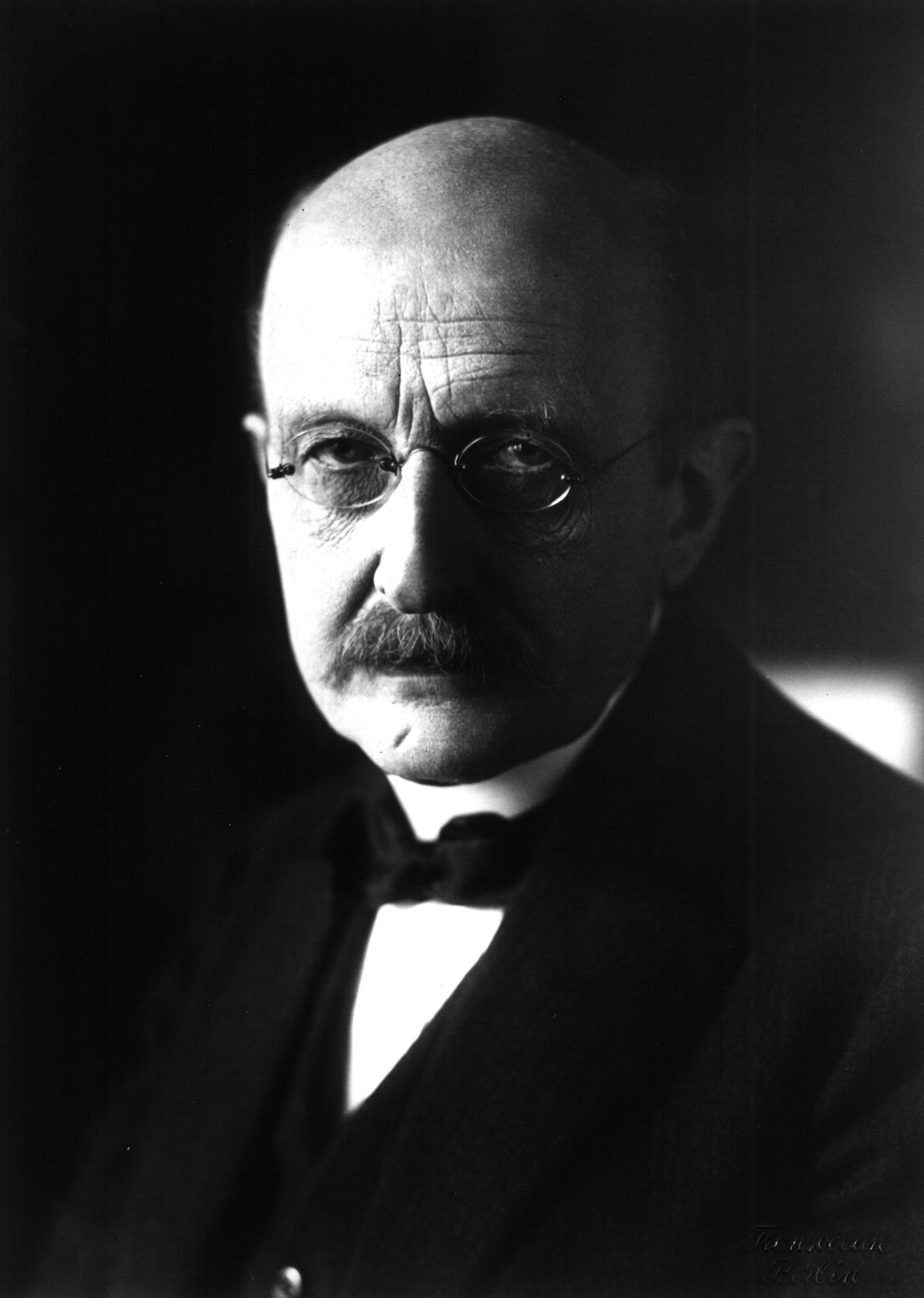
Max Planck (* 1858)

- 1858: Max Planck, deutscher theoretischer Physiker, gilt als Begründer der Quantenphysik, Nobelpreisträger

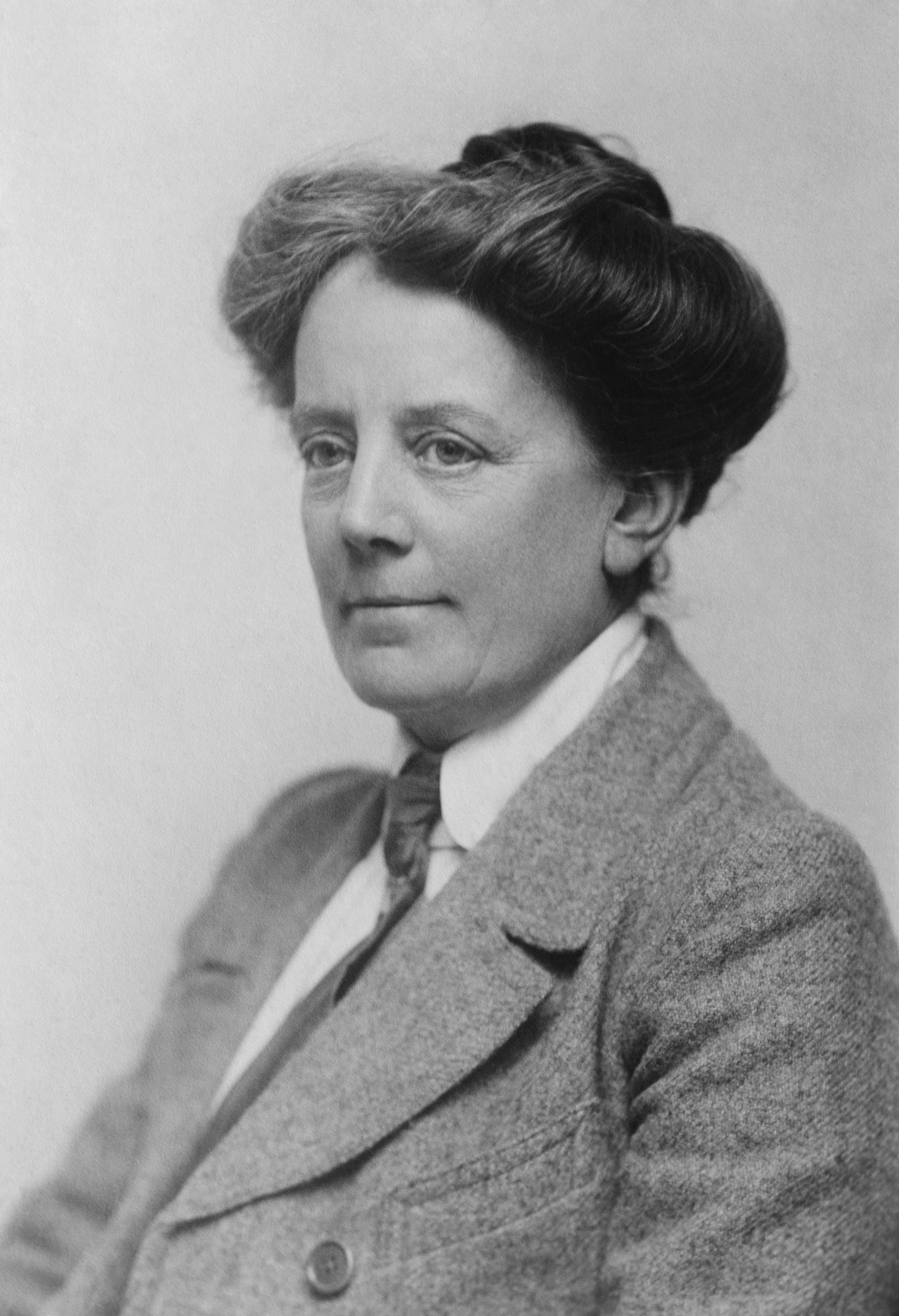
Ethel Smyth (* 1858)

- 1858: Ethel Smyth, britische Komponistin
- 1860: Otto Walkhoff, deutscher Zahnarzt, Pionier der Röntgen-Zahndiagnostik
- 1861: Edmund Allenby, 1. Viscount Allenby, britischer Feldmarschall
- 1861: Carl Moll, österreichischer Maler
- 1861: Hans Heinrich XV. Fürst von Pless, deutscher Standesherr und Montanindustrieller
- 1864: Friedrich Carstanjen, Kunsthistoriker
- 1867: Johannes Fibiger, dänischer Pathologe
- 1868: Julius von Zech auf Neuhofen, deutscher Offizier und Kolonialbeamter
- 1869ː Christine Koch, deutsche Mundartdichterin
- 1870: Lotte Witt, deutsche Theaterschauspielerin
- 1871: František Josef Čečetka, tschechischer Schriftsteller und Pädagoge
- 1872: Arthur Farwell, US-amerikanischer Komponist
- 1873: Arnold van Gennep, französischer Ethnologe
- 1874: Alfonso Castaldi, italienischer Komponist
- 1874: Wilhelm Werner, deutscher Automobilrennfahrer

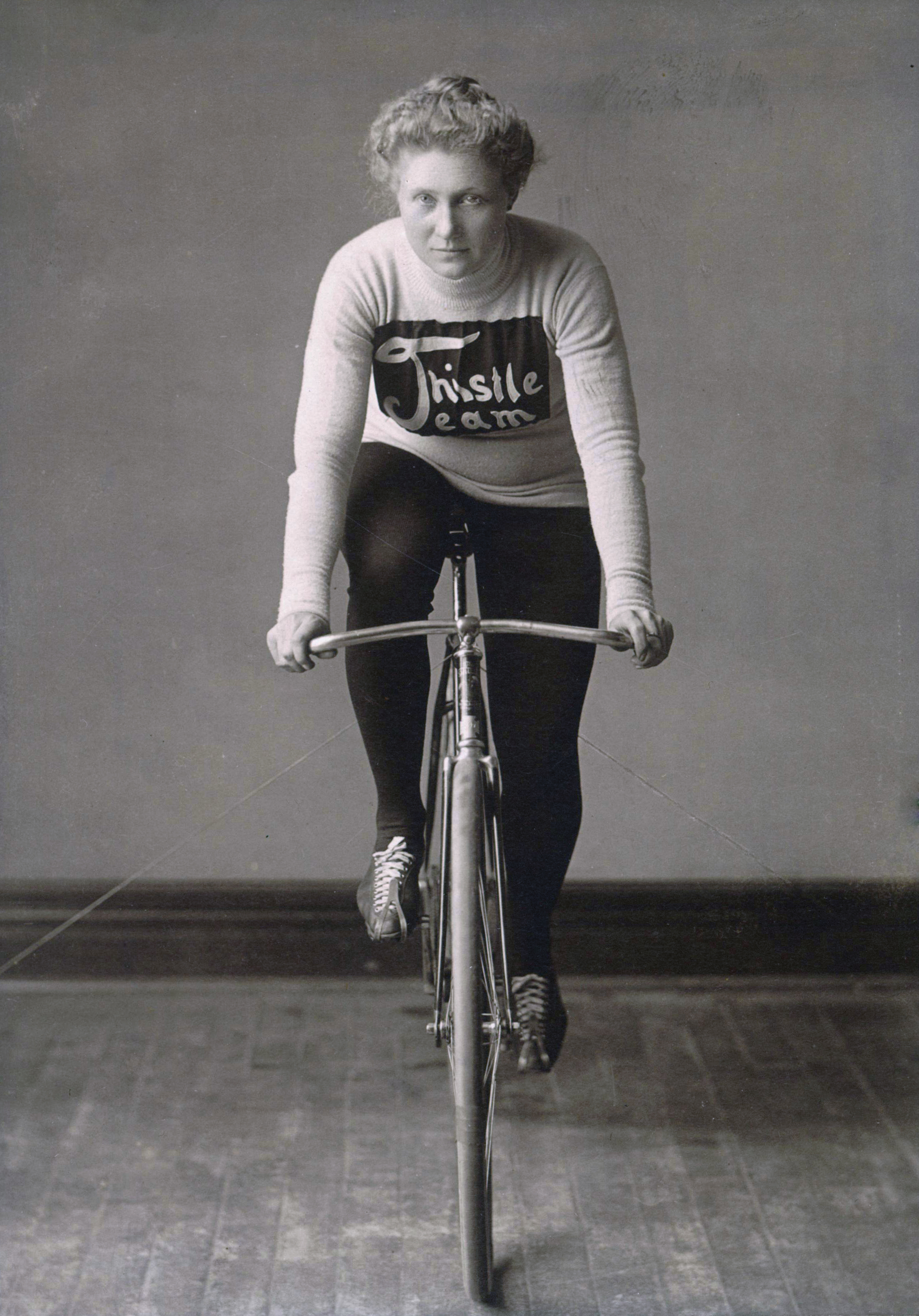
Tillie Anderson (* 1875)

- 1875: Matilda Anderson, US-amerikanische Radrennfahrerin
- 1875: Adelheid Netoliczka-Baldershofen, österreichische Altphilologin und Bibliothekarin
- 1875: Heinrich Vogt deutscher Neurologe
- 1876: Arthur Moeller van den Bruck, deutscher Kulturhistoriker und Schriftsteller
- 1877: Helena Zboińska-Ruszkowska, polnische Sängerin und Gesangspädagogin
- 1878: Franz Arnold, deutscher Dramatiker
- 1879: Emil Barth, deutscher Politiker
- 1879: Thomas Berry, US-amerikanischer Politiker
- 1879: Walther Spielmeyer, deutscher Psychiater und Neurologe
- 1880: Michel Fokine, russisch-US-amerikanischer Choreograf und Gründer des modernen Balletts
- 1881: Otakar Šín, tschechischer Komponist, Musiktheoretiker und -pädagoge
- 1884: Bob Burman, US-amerikanischer Automobilrennfahrer
- 1884: Jusztinián György Serédi, Erzbischof von Esztergom und Kardinal
- 1886: Friedrich Wilhelm Constantin Ashoff, deutscher Unternehmer
- 1886: Wilhelm Bode, deutscher Schlosser, Gewerkschafter und Widerstandskämpfer
- 1888: Hans Freiherr von Pranckh, deutscher Offizier und österreichischer Heimwehrführer
- 1889: Karel Doorman, niederländischer Konteradmiral
- 1890: Georges Casse, französischer Automobilrennfahrer

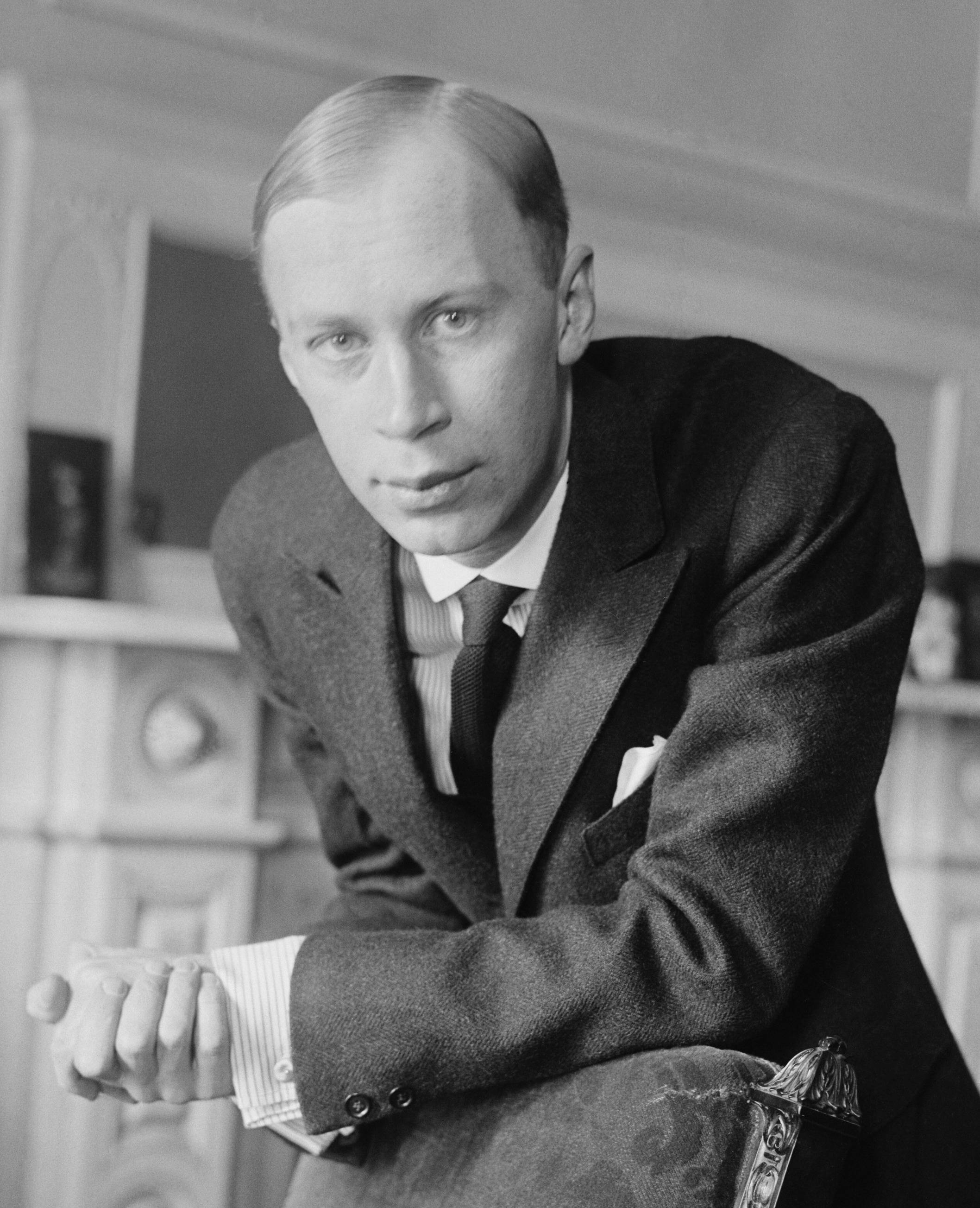
Sergei Prokofjew (* 1891)

- 1891: Sergei Sergejewitsch Prokofjew, russischer Pianist und Komponist
- 1892: Lutz Heck, deutscher Biologe und Zoodirektor
- 1892: Richard Huelsenbeck, deutscher Schriftsteller
- 1892: Klaus Thormaehlen, deutscher Ingenieur und Winzer, Erfinder der Mulchmähsichel
- 1893: Frank Borzage, US-amerikanischer Filmregisseur
- 1893: Willi Busch, deutscher Schauspieler
- 1893: Adolf Cillien, deutscher Politiker, MdB
- 1895: John Ainsworth-Davis, britischer Sprinter
- 1895: Ngaio Marsh, neuseeländische Schriftstellerin
- 1896: Dmitri Dmitrijewitsch Maksutow, russischer Optiker, Erfinder des nach ihm benannten Maksutov-Teleskops
- 1896: George Messier, französischer Chemieingenieur

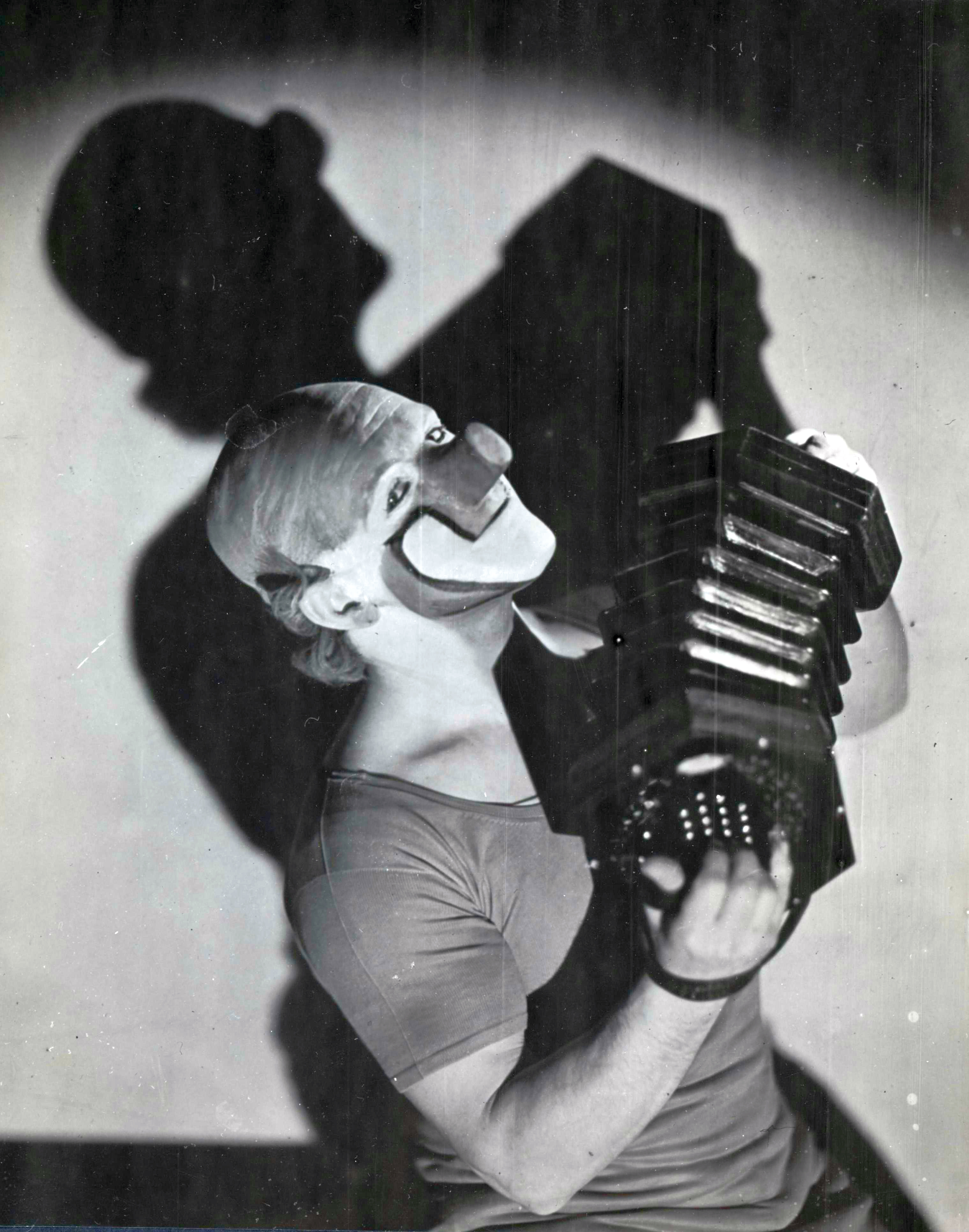
Charlie Rivel (* 1896)

- 1896: Charlie Rivel, spanischer Clown
- 1896: Vittorio Rosa, italienisch-argentinischer Automobilrennfahrer
- 1897: Lester Pearson, kanadischer Politiker
- 1897: Pixinguinha, brasilianischer Musiker
- 1898: Lucius D. Clay, Politiker und Militärangehöriger
- 1898: Edwin Erich Dwinger, deutscher Schriftsteller
- 1898: Ernest Laszlo, ungarisch-US-amerikanischer Kameramann
- 1898: Justin Abraham Najmy, syrischer Bischof in den USA
- 1899: Alfred Jurzykowski, polnischer Manager und Kunstförderer
- 1899: Ernst Leffmann, deutsch-niederländischer Jurist und Fabrikant
- 1899: Bertil Ohlin, schwedischer Ökonom
- 1900: Henry Barraud, französischer Komponist

### 20. Jahrhundert

#### 1901–1925

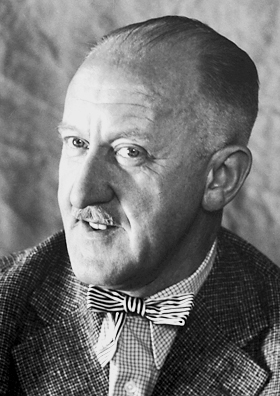
Halldór Laxness (* 1902)

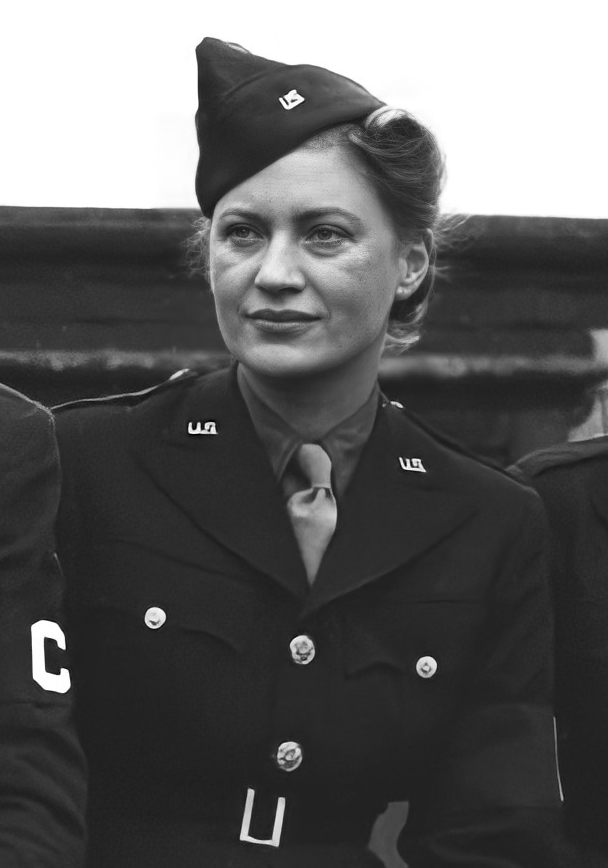
Lee Miller (* 1907)

- 1902: Werner Böhme, deutscher Mediziner und Hochschullehrer
- 1902: Halldór Laxness, isländischer Schriftsteller und Nobelpreisträger
- 1902: Klaas Aldert Hendrik Hidding, niederländischer reformierter Theologe und Kirchenhistoriker
- 1903: Peter Duhr, deutscher Schriftsteller
- 1903: Karl Larenz, deutscher Zivilrechtler und Rechtsphilosoph
- 1903: Guy Simonds, kanadischer General
- 1906: Wilhelm Adam, deutscher Landrat
- 1906: Jorge Pelikan, tschechisch-argentinischer Schachmeister
- 1907: Lee Miller, US-amerikanisches Fotomodell, Fotografin und Fotojournalistin
- 1907: Fritz Wotruba, österreichischer Bildhauer
- 1908: Egon Hostovský, tschechischer Schriftsteller
- 1908: Oswald Lutz, österreichischer Komponist, Geiger, Kritiker und Musikpädagoge
- 1908: Myron Waldman, US-amerikanischer Trickfilmanimateur
- 1909: Margot Kalinke, deutsche Politikerin, MdB
- 1909: Karl Klasen, deutscher Bankier und ehemaliger Präsident der Bundesbank
- 1910: John Appleton, britischer Autorennfahrer
- 1910: Otto Heinrich Arnold, deutscher Mediziner
- 1910: Simone Simon, französische Schauspielerin
- 1911: Bruno Ahlberg, finnischer Boxer
- 1911: Valentin Brück, deutscher Politiker

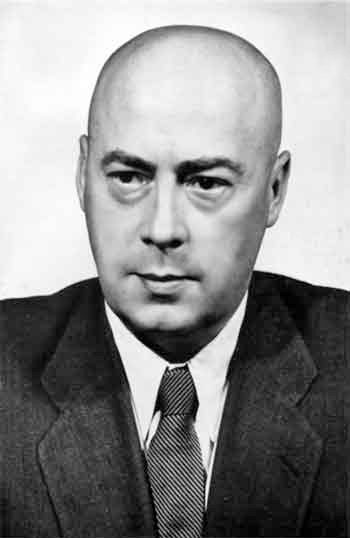
Józef Cyrankiewicz (* 1911)

- 1911: Józef Cyrankiewicz, polnischer Ministerpräsident
- 1912: Bernard Brindel, US-amerikanischer Komponist, Musikpädagoge und Geiger
- 1912: Hedda Theen-Pontoppidan, deutsche Malerin
- 1912: Willy Thieme, deutscher Politiker
- 1913: Jan Meyerowitz, deutsch-amerikanischer Komponist, Dirigent, Pianist und Schriftsteller
- 1914: Jack Barkin, kanadischer Sänger
- 1914: Hugo Fiorato, US-amerikanischer Geiger und Dirigent
- 1914: Erich Linnhoff, deutscher Leichtathlet
- 1915: Christine Busta, österreichische Lyrikerin
- 1915: Fritz Pröll, deutscher Metallarbeiter, KZ-Häftling in Dora-Mittelbau, Saboteur an V2-Raketen
- 1916: Ludwig Jedlicka, österreichischer Historiker
- 1918: Vytautas Kasiulis, litauischer Maler und Kunsthändler
- 1918: Otto Schubert, deutscher Offizier und Tribologe
- 1919: Yoshitarō Nomura, japanischer Filmregisseur

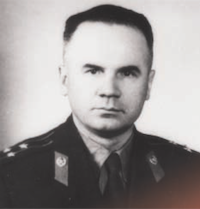
Oleg Penkowski (* 1919)

- 1919: Oleg Wladimirowitsch Penkowski, sowjetischer Doppelagent
- 1919: Silja Walter, Schweizer Benediktinerin und Schriftstellerin
- 1920: Friedrich Schadeberg, deutscher Unternehmer
- 1920: Johannes Schöne, deutscher Fußballspieler
- 1920: Heinz Seiler, deutscher Handballtrainer und -spieler
- 1921: Judy Agnew, Gattin des US-Vizepräsidenten Spiro Agnew
- 1922: Herbert Walther, deutscher Sachbuchautor, Historiker und Maler
- 1923: Reinhart Koselleck, deutscher Historiker
- 1924: Ruth Leuwerik, deutsche Schauspielerin
- 1924: Bobby Rosengarden, US-amerikanischer Jazzschlagzeuger und Studiomusiker
- 1924: Maria von Wedemeyer, Verlobte von Dietrich Bonhoeffer
- 1925: Finn Olav Gundelach, dänischer Diplomat
- 1925: Jakob Nirschl, deutscher Bobfahrer
- 1925: Leopold Städtler, österreichischer Priester, Ehrenprälat und Generalvikar

#### 1926–1950
- 1926: Aram A. Avakian, US-amerikanischer Filmregisseur, Drehbuchautor und Filmeditor
- 1926: J. P. Donleavy, irischstämmiger US-amerikanischer Schriftsteller
- 1927: Werner Koch, deutscher Wertermittlungs-Experte
- 1927: Wolfgang Schumann, deutscher Dirigent und Komponist

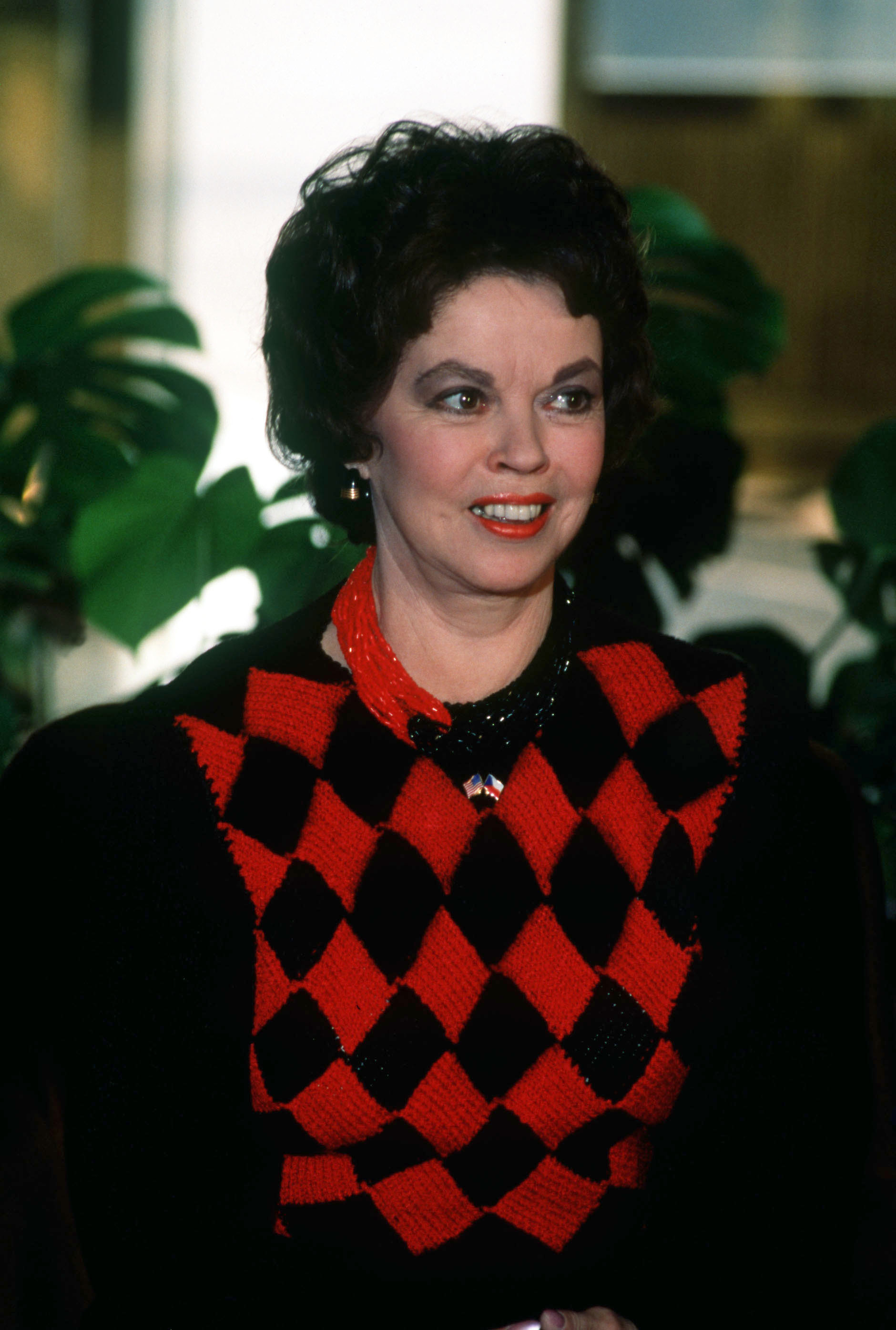
Shirley Temple (* 1928)

- 1928: Shirley Temple, US-amerikanische Schauspielerin, Sängerin, Tänzerin und Botschafterin
- 1929: Max Bolliger, Schweizer Schriftsteller
- 1929: Ernst Wilhelm Sachs, deutscher Industrieller
- 1929: George Steiner, Schriftsteller, Literaturwissenschaftler und Kulturkritiker
- 1929: Frank Wagner, deutscher Buchhändler, Verleger und Autor
- 1930: Mikkel Flagstad, norwegischer Jazzsaxophonist und -klarinettist
- 1930: Silvana Mangano, italienische Schauspielerin
- 1931: Billy Davenport, US-amerikanischer Schlagzeuger
- 1931: Karl Recktenwald, deutscher Motorradrennfahrer
- 1932: Harald Aurich, deutscher Biochemiker
- 1932: Hansl Krönauer, deutscher Komponist und Sänger
- 1932: Wladimir Nikolajewitsch Jengibarjan, sowjetischer Boxer

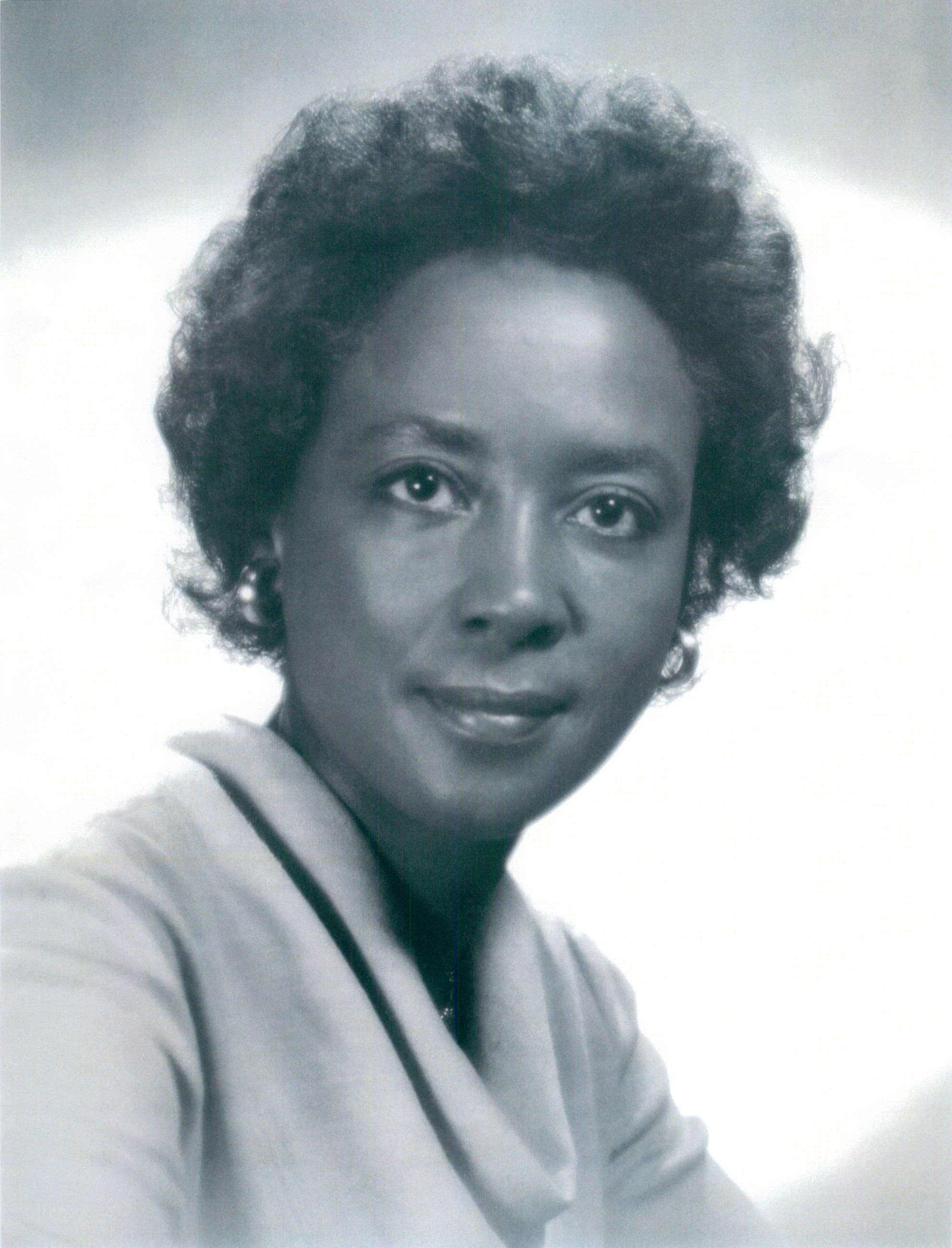
Annie Easley (* 1933)

- 1933: Annie Easley, US-amerikanische Mathematikerin und Raketenwissenschaftlerin
- 1934: Lore Tappe, deutsche Schauspielerin
- 1934: Coşkun Taş, türkischer Fußballspieler
- 1935: Marcia Ascher, US-amerikanische Mathematikerin
- 1935: Dieter Kürten, deutscher Sportreporter
- 1936: Adelheid Duvanel, Schweizer Schriftstellerin
- 1936: Peter Horst Neumann, deutscher Lyriker, Essayist und Literaturwissenschaftler

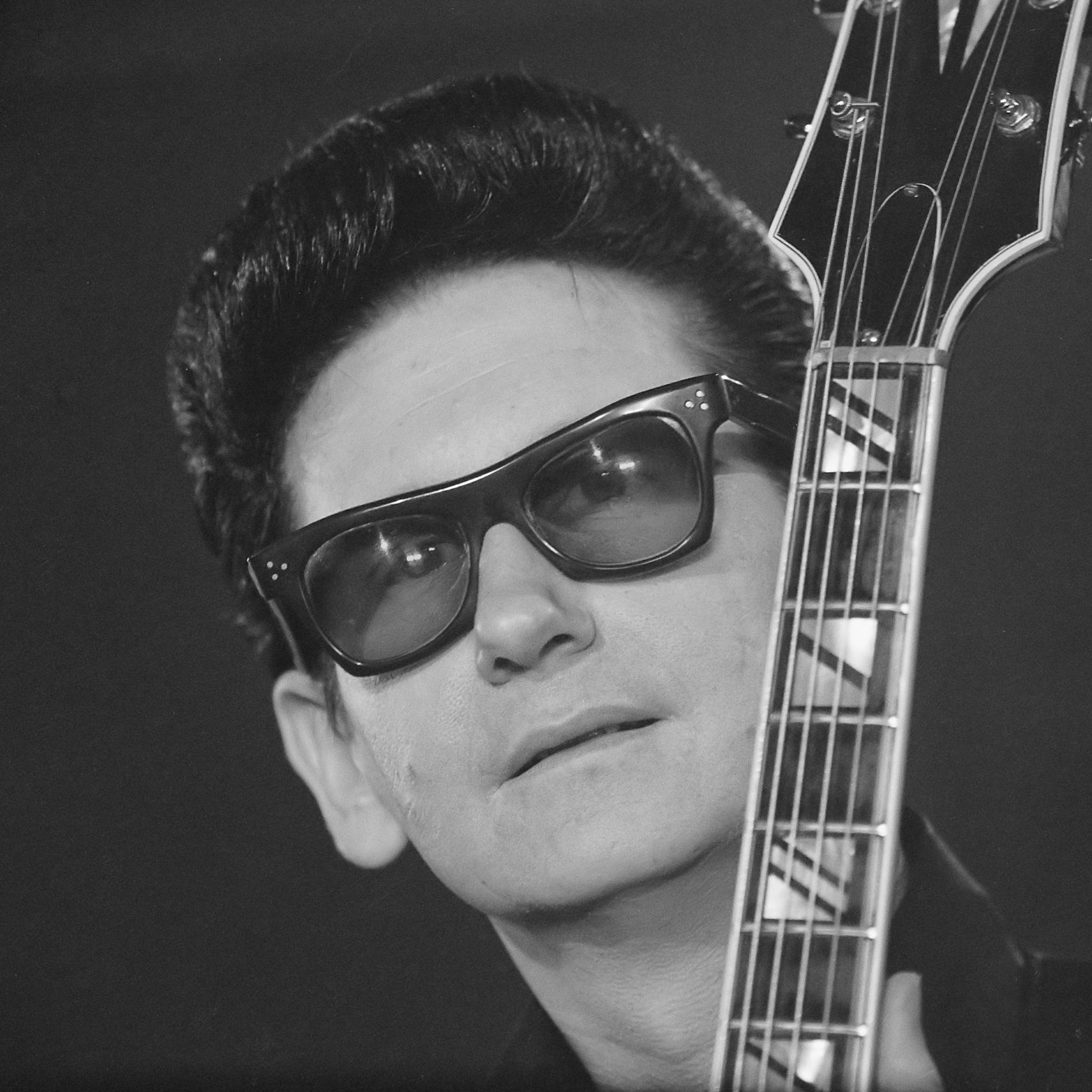
Roy Orbison (* 1936)

- 1936: Roy Orbison, US-amerikanischer Country- und Rock-Sänger
- 1938: Helmut Illert, deutscher Fernsehjournalist
- 1938: Milena Vukotic, italienische Schauspielerin
- 1939: Stefano Bontade, sizilianischer Mafioso
- 1939: Lee Majors, US-amerikanischer Schauspieler und Sänger
- 1939: Ray Peterson, US-amerikanischer Rock-’n’-Roll-Sänger
- 1939: Fritz Pott, deutscher Fußballspieler
- 1939: Stanisław Wielgus, Erzbischof von Warschau
- 1940: Konrad Kleinknecht, deutscher Physiker
- 1940: Dietrich Schwanitz, deutscher Anglist und Schriftsteller
- 1941: Jacqueline Boyer, französische Chanson- und Schlagersängerin
- 1941: Hal Daub, US-amerikanischer Politiker

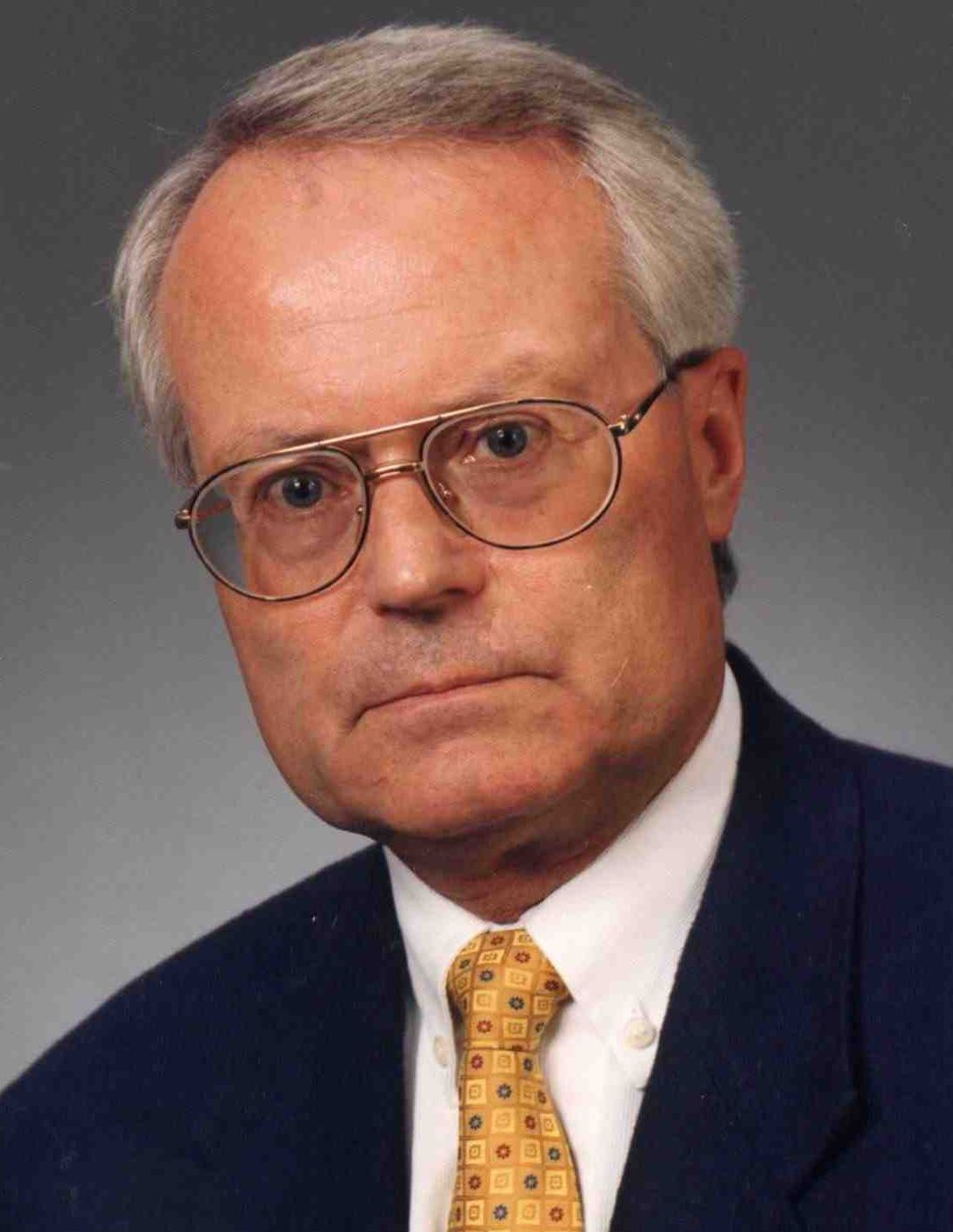
Karl-Ludwig Kratz (* 1941)

- 1941: Karl-Ludwig Kratz, deutscher Kernchemiker und Astrophysiker
- 1941: Paavo Lipponen, finnischer Ministerpräsident
- 1942: Jorge Antunes, brasilianischer Komponist
- 1942: Edmond Baudoin, französischer Karikaturist und Comiczeichner
- 1942: Sandra Dee, US-amerikanische Schauspielerin
- 1943: Tony Esposito, kanadischer Eishockeyspieler
- 1943: Frans Koppelaar, niederländischer Maler
- 1943: Dandsandardschaagiin Sereeter, mongolischer Ringer
- 1943: Paul Smart, britischer Motorradrennfahrer
- 1943: Hervé Villechaize, französischer Schauspieler
- 1943: Jürgen Vocke, deutscher Jurist, Jagdfunktionär und Politiker
- 1944: Wolfgang Sauer, deutscher Brigadegeneral
- 1944: Niklaus Schilling, Schweizer Filmregisseur, Kameramann, Autor
- 1945: Jorge Taveras, dominikanischer Komponist, Arrangeur und Dirigent

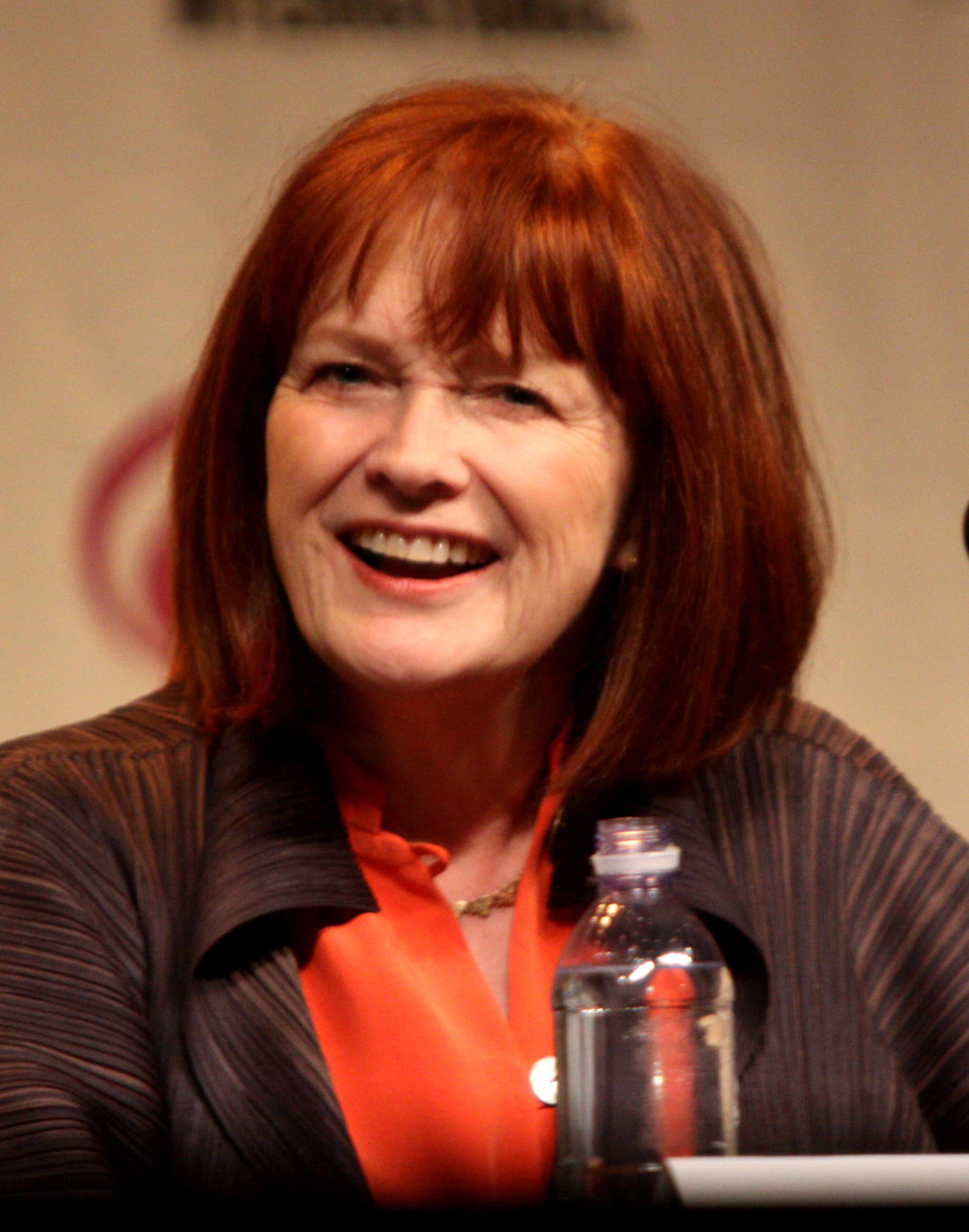
Blair Brown (* 1946)

- 1946: Blair Brown, US-amerikanische Schauspielerin
- 1946: Clemente Domínguez y Gómez, Oberhaupt der Palmarianisch-Katholischen Kirche
- 1947: Ljudmila Wassiljewna Aksjonowa, sowjetische Sprinterin
- 1947: Ifi Amadiume, nigerianische Autorin, Ethnologin und Feministin
- 1947: Anuschawan Gassan-Dschalalow, sowjetischer Ruderer
- 1947: Wolfgang Gedeon, deutscher Politiker
- 1947: Eddy Joosen, belgischer Automobilrennfahrer und Unternehmer
- 1947: Christer Pettersson, Hauptverdächtiger der Ermordung des Olof Palme
- 1947: Reinhard Schwabenitzky, österreichischer Regisseur und Drehbuchautor
- 1948: Ilario Antoniazzi, italienischer Erzbischof
- 1949: David Cross, britischer Musiker
- 1949: Denisse de Kalafe, mexikanische Singer-Songwriterin brasilianischer Herkunft
- 1949: John Miles, britischer Musiker
- 1949: Herbert Mühlenberg, deutscher Fußballspieler
- 1949: Michalis Nikoloudis, griechischer Musiker
- 1950: Maria Böhmer, deutsche Politikerin, MdB

#### 1951–1975
- 1951: Hendrik Schaper, deutscher Rockmusiker
- 1952: Narada Michael Walden, US-amerikanischer Produzent, Schlagzeuger, Sänger und Songschreiber
- 1953: Jerzy Klempel, polnischer Handballspieler
- 1953: Liane Michaelis, deutsche Handballspielerin
- 1953: Marion Titze, deutsche Schriftstellerin
- 1954: Anthony White, US-amerikanischer Wrestler, Bodybuilder und Powerlifter

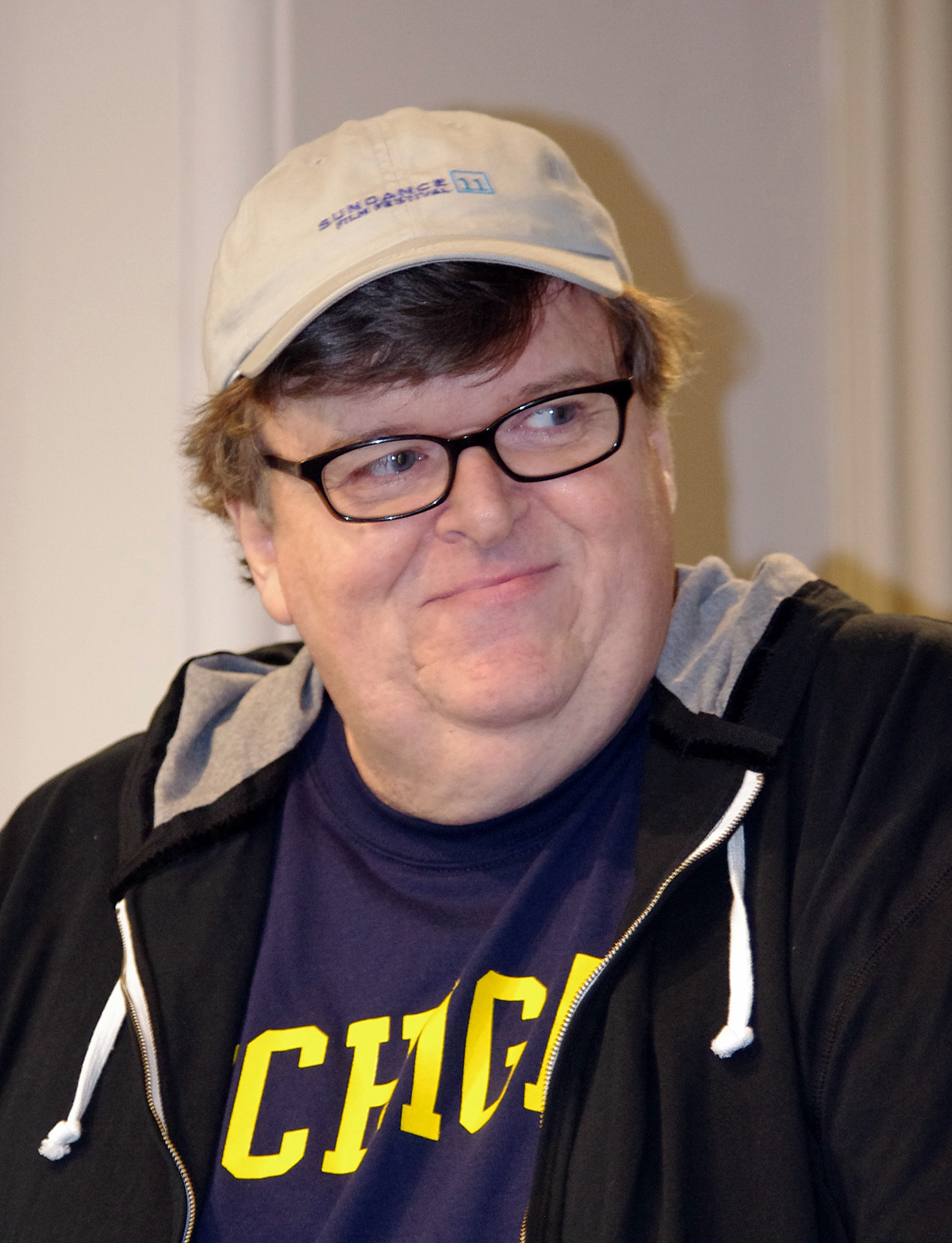
Michael Moore (* 1954)

- 1954: Michael Moore, US-amerikanischer Autor und Dokumentarfilmer
- 1955: Judy Davis, australische Schauspielerin
- 1955: Ronald MacDonald, schottischer Ökonom an der University of Glasgow
- 1955: Sissy Höfferer, österreichische Schauspielerin
- 1955: Wladimir Iwanow, bulgarischer Sprinter
- 1955: Tony Miles, englischer Schachspieler
- 1956: Annette Schröter, deutsche Malerin
- 1956: Klaus Wöller, deutscher Handballspieler
- 1956: Barbara Zehnpfennig, deutsche Politikwissenschaftlerin
- 1957: Neville Brody, britischer Grafikdesigner, Schriftentwerfer und Art Director
- 1957: Dominique Horwitz, deutscher Schauspieler
- 1957: Peter Nebelo, deutscher Politiker
- 1958: Magnus Andersson, schwedischer Fußballspieler
- 1958: Jost Auler, deutscher Prähistoriker, Historiker, Journalist und Verleger
- 1958: Richard Edlinger, österreichischer Dirigent und Komponist

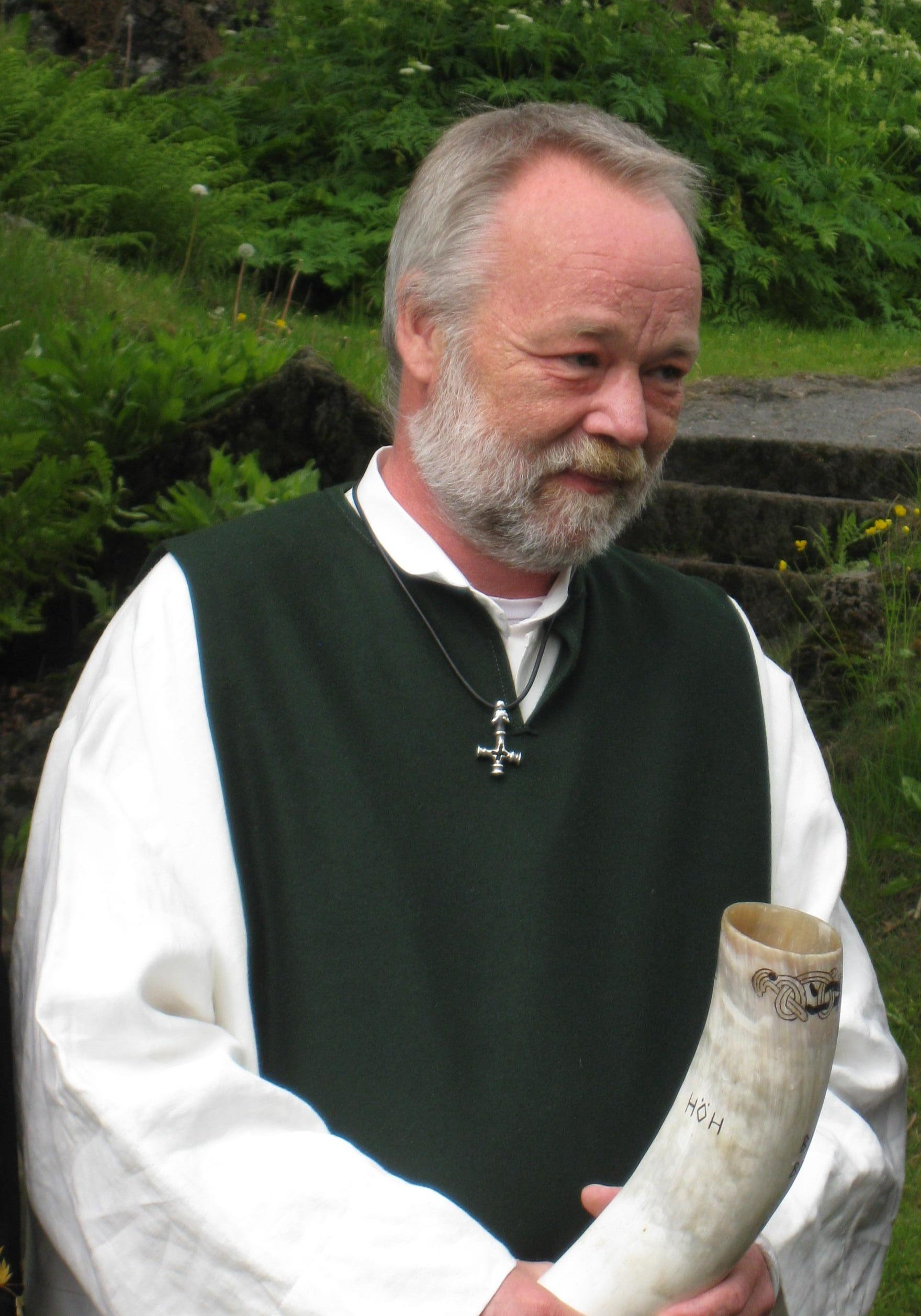
Hilmar Örn Hilmarsson (* 1958)

- 1958: Hilmar Örn Hilmarsson, isländischer Musiker, Filmmusiker
- 1958: Radu Mihăileanu, rumänisch-französischer Filmregisseur
- 1959: Anba Gabriel, ägyptischer Bischof
- 1959: Jonathan Sagall, israelischer Schauspieler und Filmemacher
- 1960: Steve Clark, britischer Rockmusiker (Def Leppard)
- 1960: Hajime Mizoguchi, japanischer Cellist und Komponist
- 1961: Ralf Agolli, deutscher Fußballtrainer
- 1961: Dirk Bach, deutscher Schauspieler, Moderator und Comedian
- 1961: Chris Kneifel, US-amerikanischer Automobilrennfahrer und Motorsportfunktionär
- 1961: Andrei Jurjewitsch Kurkow, ukrainischer Schriftsteller
- 1961: Frank Lippmann, deutscher Fußballspieler
- 1961: Pierluigi Martini, italienischer Automobilrennfahrer
- 1962: Rosi Aschenwald, österreichische Skirennläuferin

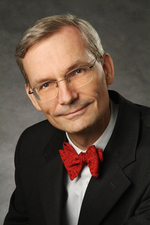
Michael F. Feldkamp (* 1962)

- 1962: Michael F. Feldkamp, deutscher Historiker
- 1962: Andersen Viana, brasilianischer Komponist
- 1963: Paul Belmondo, französischer Automobilrennfahrer und Rennstallbesitzer
- 1963: Martin Brunner, Schweizer Fußballspieler
- 1963: Pia Cramling, schwedische Schachspielerin
- 1963: Robby Naish, US-amerikanischer Windsurfer
- 1963: Herbert Scheibner, österreichischer Politiker
- 1963: Birgit Voßkühler, deutsche Richterin, Präsidentin des Hamburgischen Verfassungsgerichts
- 1963: Rolf Wouters, niederländischer Moderator
- 1964: Hossein Amir-Abdollahian, iranischer Diplomat und Politiker
- 1964: Halla Margrét Árnadóttir, isländische Sängerin
- 1964: Michael Bonefeld, deutscher Rechtswissenschaftler
- 1964: Bill Browder, britischer Unternehmer und Menschenrechtsaktivist
- 1964: Torsten Fenslau, deutscher DJ und Musikproduzent
- 1964: Gereon R. Fink, deutscher Neurologe und Neurowissenschaftler
- 1964: Anselmo Fox, Schweizer Künstler
- 1964: Simon Hale, britischer Komponist, Arrangeur und Keyboarder
- 1964: Winfried Held, deutscher Klassischer Archäologe
- 1964: Kerstin Kexel, deutsche Filmeditorin
- 1964: Aviv Kochavi, israelischer Offizier
- 1964: Ira von Mellenthin, deutsche Journalistin und Autorin
- 1964: Gianandrea Noseda, italienischer Dirigent
- 1964: John Pinette, US-amerikanischer Komiker und Schauspieler
- 1964: Caspar Veldkamp, niederländischer Politiker und Diplomat
- 1965: Donna Weinbrecht, US-amerikanische Freestyle-Skierin
- 1966: Franco Foda, deutscher Fußballspieler
- 1966: Michael Kraft, deutscher Fußballspieler
- 1966: Lembit Oll, estnischer Schachspieler

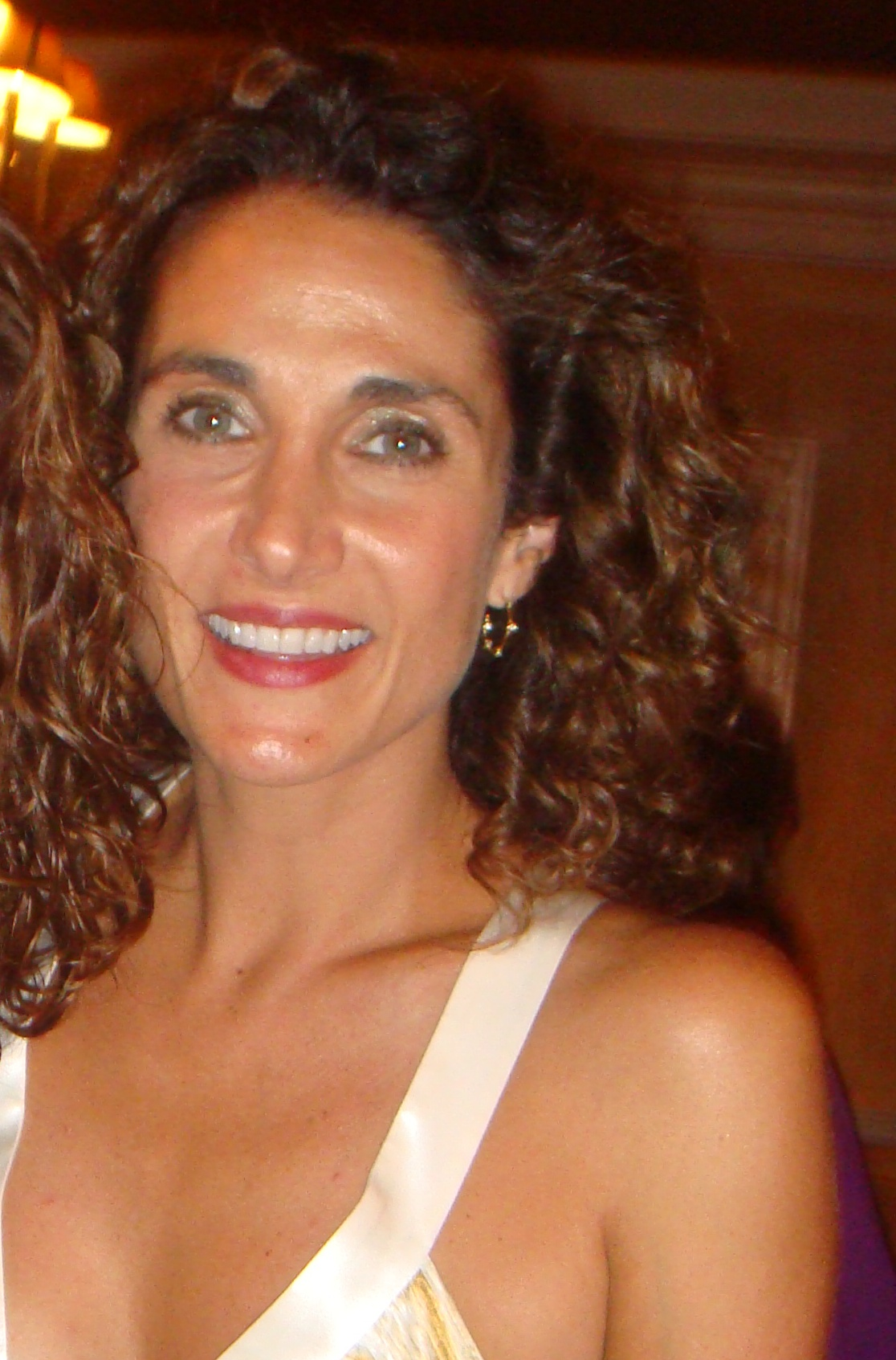
Melina Kanakaredes (* 1967)

- 1967: Melina Kanakaredes, griechisch-US-amerikanische Schauspielerin
- 1968: Timothy McVeigh, US-amerikanischer Terrorist
- 1969: Kai Lentrodt, deutscher Schauspieler
- 1970: Eddy Seel, belgischer Supermoto-Rennfahrer
- 1971: Janek Rieke, deutscher Schauspieler und Regisseur
- 1972: Nicolas Aithadi, französischer Filmtechniker
- 1972: Demet Akalın, türkische Sängerin und Model
- 1973: Derek Armstrong, kanadischer Eishockeyspieler und -funktionär
- 1973: Bernard Aryee, ghanaischer Fußballspieler
- 1974: Barry Watson, US-amerikanischer Schauspieler
- 1975: Charlotte Bohning, deutsche Schauspielerin
- 1975: Michael Hoffmann, dänischer Handballspieler
- 1975: Anton Noori, österreichischer Schauspieler

#### 1976–2000
- 1976: Gabriel Damon, US-amerikanischer Filmschauspieler und Filmproduzent
- 1976: Peter Kehl, deutscher Politiker, MdL

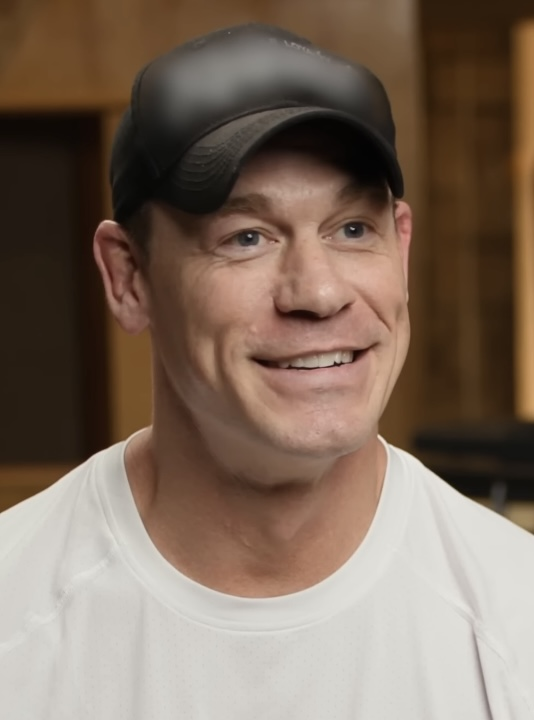
John Cena (* 1977)

- 1977: John Cena, US-amerikanischer Wrestler und Schauspieler
- 1977: Kirsten Lee Clark, US-amerikanische Skirennläuferin
- 1977: John Oliver, britisch-US-amerikanischer Moderator, Komiker und Schauspieler
- 1977: Tamara Schädler, liechtensteinische Skirennläuferin
- 1977: Bram Schmitz, niederländischer Radrennfahrer
- 1977: Anna Sjöström, schwedische Fußballspielerin
- 1977: Lee Young-pyo, südkoreanischer Fußballspieler
- 1978: Gezahegne Abera, äthiopischer Marathonläufer, Olympiasieger
- 1978: Kofi Amponsah, ghanaischer Fußballspieler
- 1978: Adrian Wagner, deutscher Handballspieler und -trainer
- 1979: Conrad Grunewald, US-amerikanischer Automobilrennfahrer
- 1979: Brad Kroenig, US-amerikanisches Fotomodell

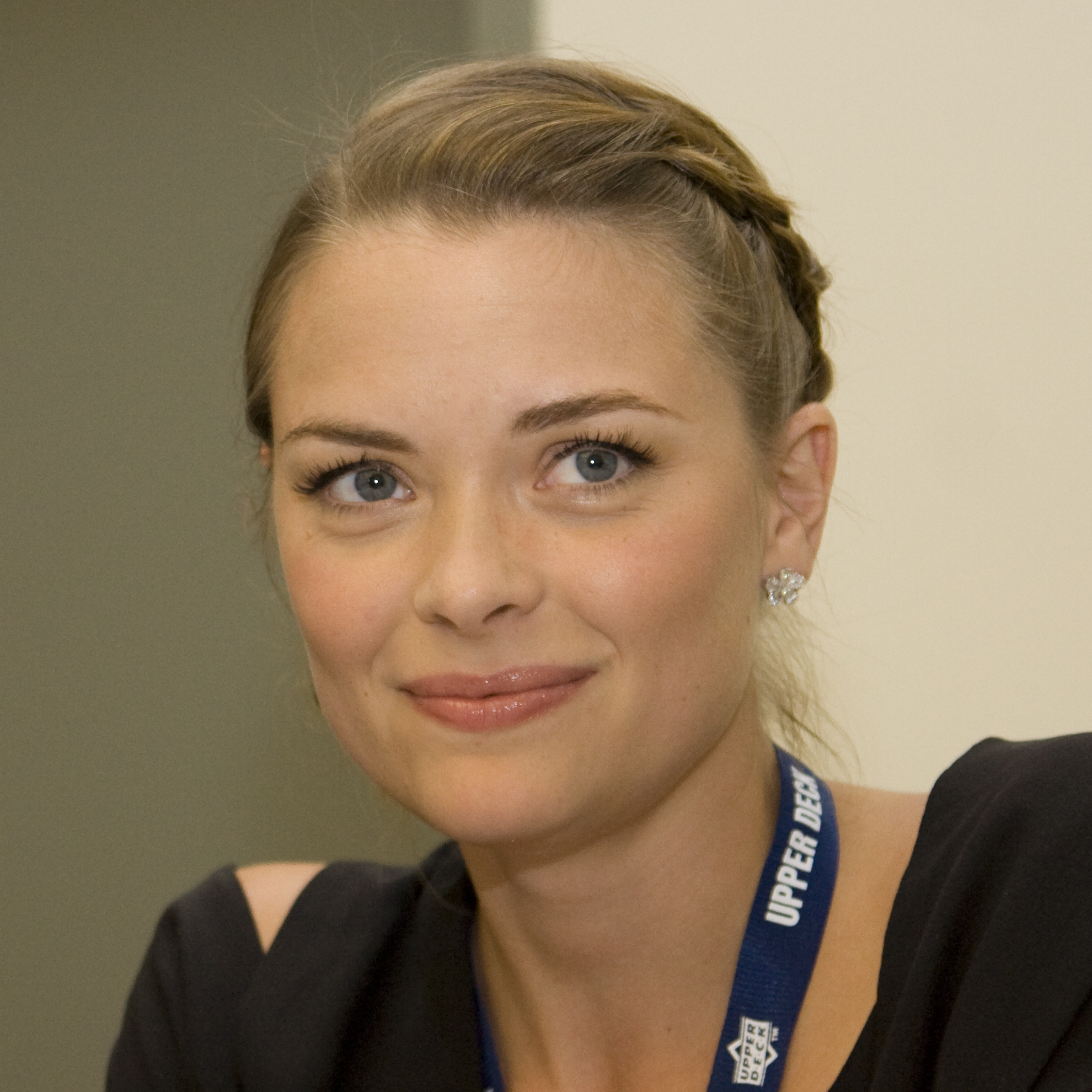
Jaime King (* 1979)

- 1979: Jaime King, US-amerikanische Schauspielerin
- 1979: Joanna Krupa, polnisch-US-amerikanisches Model und Schauspielerin
- 1979: Park Byung-joo, südkoreanischer Biathlet und Skilangläufer
- 1979: Nicolas Portal, französischer Radrennfahrer
- 1979: Fərqanə Qasımova, aserbaidschanische Mughamsängerin
- 1979: Samppa Lajunen, finnischer Nordischer Kombinierer
- 1979: Tamee Harrison, österreichische Popsängerin
- 1979: Astrid Schult, deutsche Regisseurin
- 1979: Ryan Sinn, US-amerikanischer Bassist
- 1979: Mac Tyer, französischer Rapper
- 1979: Yana Gupta, tschechisches Model und Schauspielerin
- 1979: Anne Schäfer, deutsche Schauspielerin
- 1979: Lauri Ylönen, finnischer Sänger (The Rasmus)
- 1980: Sally Bretton, britische Schauspielerin
- 1980: Nils Döring, deutscher Fußballspieler
- 1980: Jürgen Schweikardt, deutscher Handballspieler, -trainer und -manager
- 1980: Lilly Tschörtner, deutsche Schauspielerin
- 1980: Steve Wyatt, australischer Automobilrennfahrer
- 1981: Seka Aleksić, serbische Folksängerin
- 1981: Hiroaki Ishiura, japanischer Rennfahrer
- 1982: Louise Bager Due, dänische Handballspielerin
- 1982: Ahmet Kuru, türkischer Fußballspieler
- 1983: Alex Bogomolow, US-amerikanischer Tennisspieler

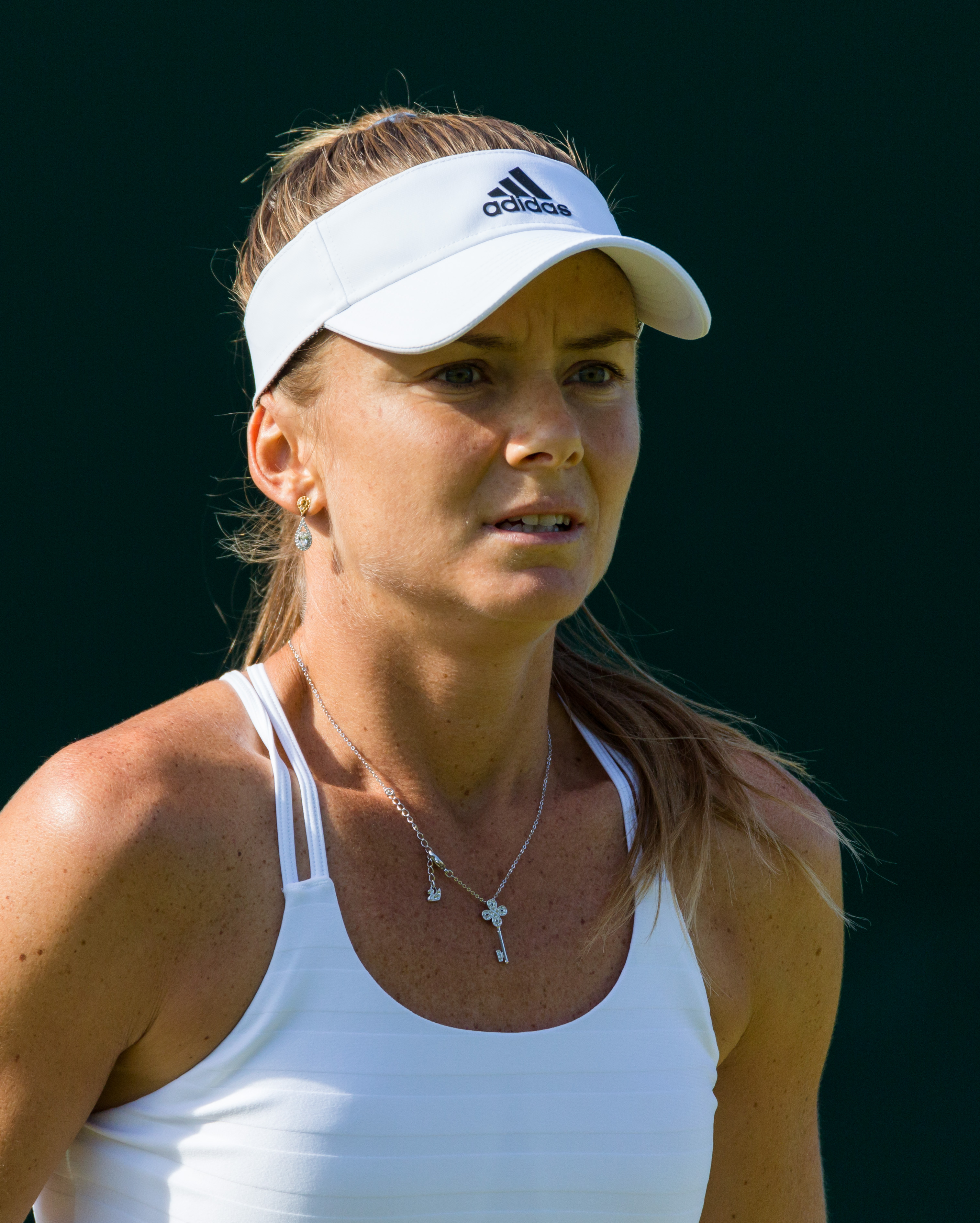
Daniela Hantuchová (* 1983)

- 1983: Daniela Hantuchová, slowakische Tennisspielerin
- 1983: Leon Andreasen, dänischer Fußballspieler
- 1983: Marta Mangué, spanische Handballspielerin
- 1984: Alexandra Konstantinowna Kostenjuk, russische Schachspielerin
- 1984: Ross Ford, schottischer Rugbyspieler
- 1984: Fumihisa Yumoto, japanischer Skispringer
- 1985: Taio Cruz, britischer R&B-Sänger
- 1985: Lars Friedrich, deutscher Handballspieler
- 1985: Sebastian Freis, deutscher Fußballspieler
- 1985: Maria Kwiatkowsky, deutsche Schauspielerin
- 1985: Tony Martin, deutscher Radrennfahrer
- 1986: Paula Jackson, britische Bobfahrerin

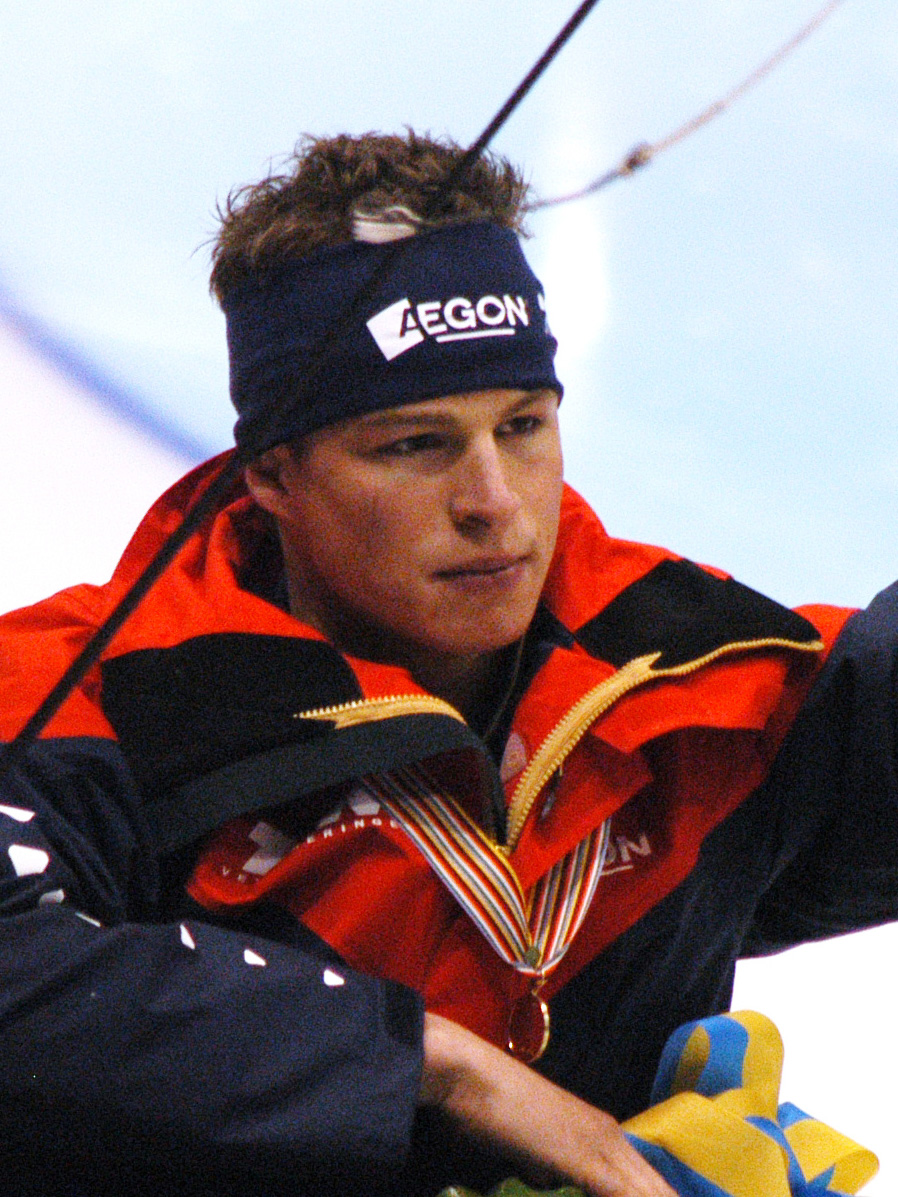
Sven Kramer (* 1986)

- 1986: Sven Kramer, niederländischer Eisschnellläufer, Olympiamedaillengewinner
- 1986: Eduardo Schwank, argentinischer Tennisspieler
- 1986: Mathias Stumpf, deutscher Radsportler
- 1987: Ekaterina Leonova, russische Tänzerin
- 1987: Michael Arroyo, ecuadorianischer Fußballspieler
- 1988: Victor Anichebe, nigerianischer Fußballspieler
- 1988: Steph Houghton, englische Fußballspielerin
- 1988: Erica Mer, US-amerikanische Filmschauspielerin
- 1989: Jarosław Kowalczyk, polnischer Radrennfahrer
- 1989: Karolina Szwed-Ørneborg, polnische Handballspielerin
- 1989: Nicole Vaidišová, tschechische Tennisspielerin
- 1990: Sajad Esteki, iranischer Handballspieler
- 1990: Cristiana Girelli, italienische Fußballspielerin
- 1990: Matthew Underwood, US-amerikanischer Schauspieler
- 1990: Zanka, dänischer Fußballspieler
- 1991: Melda Akbaş, deutsch-türkische Buchautorin
- 1991: Ben Barker, britischer Automobilrennfahrer
- 1992: Syd, US-amerikanische Sängerin, Songwriterin, Musikproduzentin und Toningenieurin
- 1995: Gigi Hadid, US-amerikanisches Model
- 1996: Matthieu Bailet, französischer Skirennläufer
- 1996: Álex Márquez, spanischer Motorradrennfahrer
- 1996: Alexander Anatoljewitsch Wlassow, russischer Radrennfahrer
- 1997: Alex Ferris, kanadischer Schauspieler
- 1999: Troy Andersen, US-amerikanischer American-Football-Spieler
- 2000: Oscar Lombardot, französischer Biathlet

### 21. Jahrhundert
- 2001: Aniya Wendel, deutsche Schauspielerin
- 2002: Craig Galliano, gibraltarischer Dart- und Fußballspieler
- 2002: Tim Prica, schwedischer Fußballspieler
- 2003: Lora Christowa, bulgarische Biathletin
- 2004: Fred Richard, US-amerikanischer Turner
- 2018: Louis of Cambridge, britischer Adliger

## Gestorben

### Vor dem 18. Jahrhundert
- 0043 v. Chr.: Gaius Vibius Pansa Caetronianus, römischer Politiker
- 0502: Ibar von Beggerin, irischer Bischof
- 0725: Wihtred, König von Kent
- 0871: Æthelred I., König von Wessex und Kent
- 0944: Wichmann I., Graf im Bardengau und Graf in Wigmodien
- 0990: Ekkehard II. von Sankt Gallen, Sequenzendichter
- 0994: Gerhard I., Bischof von Toul
- 0997: Adalbert von Prag, Glaubensbote in Ungarn und Preußen
- 1014: Brian Boru, irischer Hochkönig
- 1014: Sigurður Hlöðvisson, Jarl auf den Orkneys
- 1016: Æthelred, König von England aus dem Haus Wessex
- 1020: Meles von Bari, Herzog von Apulien
- 1038: Liudolf, Graf im Derlingau und Markgraf in Friesland
- 1121: Jón Ögmundsson, isländischer Bischof
- 1124: Alexander I., König von Schottland
- 1151: Adelheid von Löwen, Königsgemahlin von England
- 1200: Stefan Nemanja, serbischer Großžupan
- 1204: Konrad III. von Laichling, Bischof von Regensburg
- 1217: Inge II., König von Norwegen
- 1266: Gilles von Saumur, Erzbischof von Damiette und Tyrus
- 1285: Heinrich III. von Geldern, Bischof von Lüttich
- 1306: Johann Sax von Saxenau, Bischof von Brixen
- 1307: Johanna von England, Tochter von Eduard I. von England
- 1339: Ludolf von Bülow, Bischof von Schwerin
- 1349: Catherine Grandison, Mätresse von Eduard III. von England
- 1358: Nikolaus, Herzog von Münsterberg
- 1367: Roger le Fort, französischer Erzbischof und Seliger der katholischen Kirche
- 1394: Hugh Calveley, englischer Ritter
- 1449: Jean Cadard, französischer Hofmeister, Hofarzt und königlicher Berater
- 1471: Andreas Baumkircher, Freiherr von Schlaining
- 1523: Henry Clifford, 10. Baron de Clifford, englischer Adliger und Politiker
- 1537: Henricus Münstermann, Abt des Klosters Marienfeld
- 1543: Susanna von Bayern, Markgräfin von Brandenburg-Kulmbach und Pfalzgräfin von Neuburg
- 1547: Francesco Cornaro, Kardinal der römisch-katholischen Kirche und Bischof von Treviso
- 1554: Gaspara Stampa, italienische Dichterin
- 1566: Claude de Savoie, Gouverneur und Großseneschall der Provence
- 1571: Hans Rudolf Manuel, Schweizer Holzschnitzer und Politiker
- 1587: Siegmund Vieheuser, Reichsvizekanzler des Heiligen Römischen Reiches
- 1600: Nikolaus II. Pálffy, kaiserlicher Feldherr und Schlosshauptmann von Pressburg
- 1605: Boris Godunow, Zar und Großfürst von Russland
- 1616: Inca Garcilaso de la Vega, peruanischer Schriftsteller
- 1625: Moritz von Oranien, Statthalter von Holland, Zeeland, Utrecht, Geldern und Overijssel
- 1625: Juan de Ruela, flämischer Maler
- 1631: Francesco Maria II. della Rovere, Herzog von Urbino
- 1636: Johann Albrecht II., Herzog zu Mecklenburg
- 1659: Erasmus Ungebaur, deutscher Rechtswissenschaftler
- 1681: Justus Suttermans, flämischer Maler
- 1683: Peter Philipp von Dernbach, Fürstbischof von Bamberg und Würzburg
- 1683: Moritz Ludwig I. von Nassau-LaLecq, Reichsgraf von Nassau-LaLecq, Herr von Beverweerd und Lek
- 1685: Natale Monferrato, italienischer Organist, Kapellmeister und Komponist
- 1691: Jean-Henri d’Anglebert, französischer Komponist, Cembalist und Organist

### 18. Jahrhundert
- 1701: Samuel Schumacher, Schweizer evangelischer Geistlicher und Pietist
- 1702: Margaret Fell, englische Quäkerin
- 1703: Otto Wilhelm von Fersen, schwedischer Feldmarschall
- 1712: Christian August, wittelsbachischer Fürst, Herzog von Pfalz-Sulzbach
- 1706: Wilhelmine Ernestine von Dänemark, Pfalzgräfin und Kurfürstin von der Pfalz
- 1708: Christian August, Herzog von Pfalz-Sulzbach
- 1712: Lambert Chaumont, Lütticher Komponist, Organist und Geistlicher
- 1725: Johann August von Elterlein, deutscher frühkapitalistischer Unternehmer
- 1725: Friedrich Strunz, deutscher Literaturwissenschaftler und Philologe
- 1728: Tomás de Torrejón y Velasco, spanischer in Peru wirkender Komponist und Kapellmeister
- 1730: Bernardo Maria Conti, italienischer Kardinal
- 1742: Mihael Omerza, slowenischer Komponist
- 1749: Johann Siegmund Kirchmayer, deutscher evangelischer Geistlicher und Hochschullehrer
- 1751: Jacques I., Fürst von Monaco
- 1766: Sebastián de la Cuadra y Llarena, spanischer Ministerpräsident
- 1774: Christian Wilhelm Ernst Dietrich, sächsischer Maler und Kupferstecher
- 1778: Henning von Ahlefeldt, dänischer Kammerherr und Geheimer Rat
- 1779: Friedrich Samuel Zickler, deutscher lutherischer Theologe
- 1780: Maria Antonia von Bayern, Kunstmäzenin und Komponistin, Malerin und Dichterin
- 1796: Theodor Gottlieb von Hippel, preußischer Schriftsteller
- 1797: Giovanni Battista Andreoni, italienischer Opernsänger

### 19. Jahrhundert
- 1809: Theodor von Reding, Schweizer General in spanischen Diensten
- 1815: William C. Bowen, US-amerikanischer Arzt, Chemiker und Hochschullehrer
- 1818: Wilhelm Leberecht Götzinger, deutscher lutherischer Theologe und Autor, gilt als Erschließer der sächsischen Schweiz
- 1821: Pierre Riel de Beurnonville, französischer General, Pair und Marschall von Frankreich

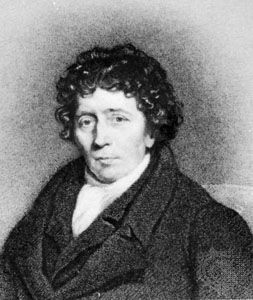
Aaron Arrowsmith († 1823)

- 1823: Aaron Arrowsmith, englischer Kartograf, Graveur und Verleger
- 1825: Maler Müller, deutscher Maler, Kupferstecher und Dichter des Sturm und Drang
- 1826: Johann Georg Reichert, Berliner Bankdirektor
- 1829: Friedrich Ludwig von Schack, preußischer Generalmajor
- 1833: Johann Stephan Gottfried Büsching, Oberbürgermeister von Berlin
- 1835: Giovanni Battista Maggi, Schweizer Anwalt, Militär, Politiker, Tessiner Staatsrat und Landammann
- 1838: Michele Arditi, italienischer Jurist und Klassischer Archäologe
- 1839: Jacques Félix Emmanuel Hamelin, französischer Admiral
- 1840: Wilhelm von Studnitz, deutscher Offizier und Schriftsteller
- 1842: William George Keith Elphinstone, britischer General
- 1845: Johann Rudolf Czernin von und zu Chudenitz, österreichischer Verwaltungsbeamter
- 1845: Johann Georg Lahner, österreichischer Fleischer, angeblicher Erfinder des Wiener Würstchens
- 1847: Erik Gustaf Geijer, schwedischer Schriftsteller
- 1850: William Wordsworth, britischer Dichter
- 1851: Michail Petrowitsch Lasarew, russischer Marineoffizier und Admiral
- 1853: Henri-Louis Empeytaz, Schweizer evangelischer Geistlicher
- 1857: Juan Lindo, Präsident von El Salvador und Honduras
- 1860: Konstanty Adam Czartoryski, polnischer Offizier und Kunstsammler
- 1861: Alexei Jermolow, General der russischen Armee und Diplomat
- 1866: Charles Grant, 1. Baron Glenelg, britischer Politiker aus Schottland
- 1866:Hannibal von Hertzberg, preußischer Landwehrmajor und Abgeordneter des Provinziallandtags der Provinz Sachsen
- 1868: Ramón María Narváez, spanischer Militär, Politiker und mehrfacher Ministerpräsident
- 1873: Wolfgang Menzel, deutscher Dichter
- 1876ː Frances Bunsen, walisische Malerin und Autorin
- 1877: Adolphe van Soust de Borckenfeldt, belgischer Dichter und Kunsthistoriker
- 1878: Friedrich Preller der Ältere, deutscher Maler und Radierer
- 1879: Eugenio Aguilar Gonzalez Batres, Staatsoberhaupt von El Salvador
- 1889: Ernst Julius Engelhardt, deutscher Theaterschauspieler
- 1891: Charlotte von Hagn, deutsche Schauspielerin
- 1897: Clement Harris, britischer Pianist und Komponist
- 1899: Josef Anton Glutz, Schweizer Unternehmer und Politiker
- 1899: Félix María del Monte, dominikanischer Rechtsanwalt, Journalist, Dramatiker und Lyriker

### 20. Jahrhundert

#### 1901–1950
- 1905ː Anna de La Grange, französische Opernsängerin (Sopran)
- 1905: Karl Komzák junior, tschechisch-österreichischer Komponist
- 1906: Leopold Arnsperger, deutscher Mediziner und Politiker
- 1912: Friedrich Philipp von Abert, deutscher Erzbischof
- 1917: Karl Altrichter, deutscher Schriftsteller
- 1917: Robert Koehler, deutschamerikanischer Maler
- 1918: Dimitar Rizoff, bulgarischer Revolutionär, Publizist, Politiker und Diplomat

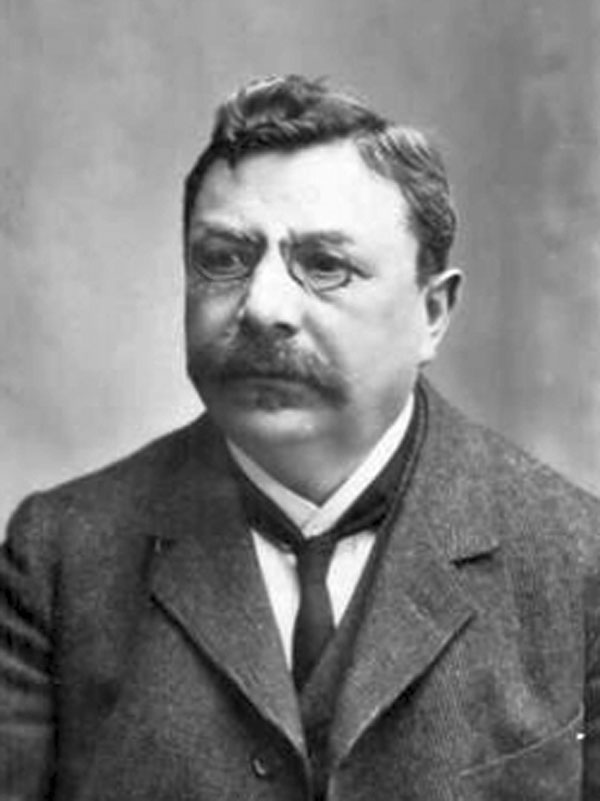
Abraham Adler († 1922)

- 1922: Abraham Adler, deutscher Volkswirt
- 1922: Vlaho Bukovac, kroatischer Maler
- 1923: Eugen Huber, Schweizer Jurist
- 1923: Luise von Preußen, Großherzogin von Baden
- 1924: Karl Helfferich, deutscher Politiker und Bankier

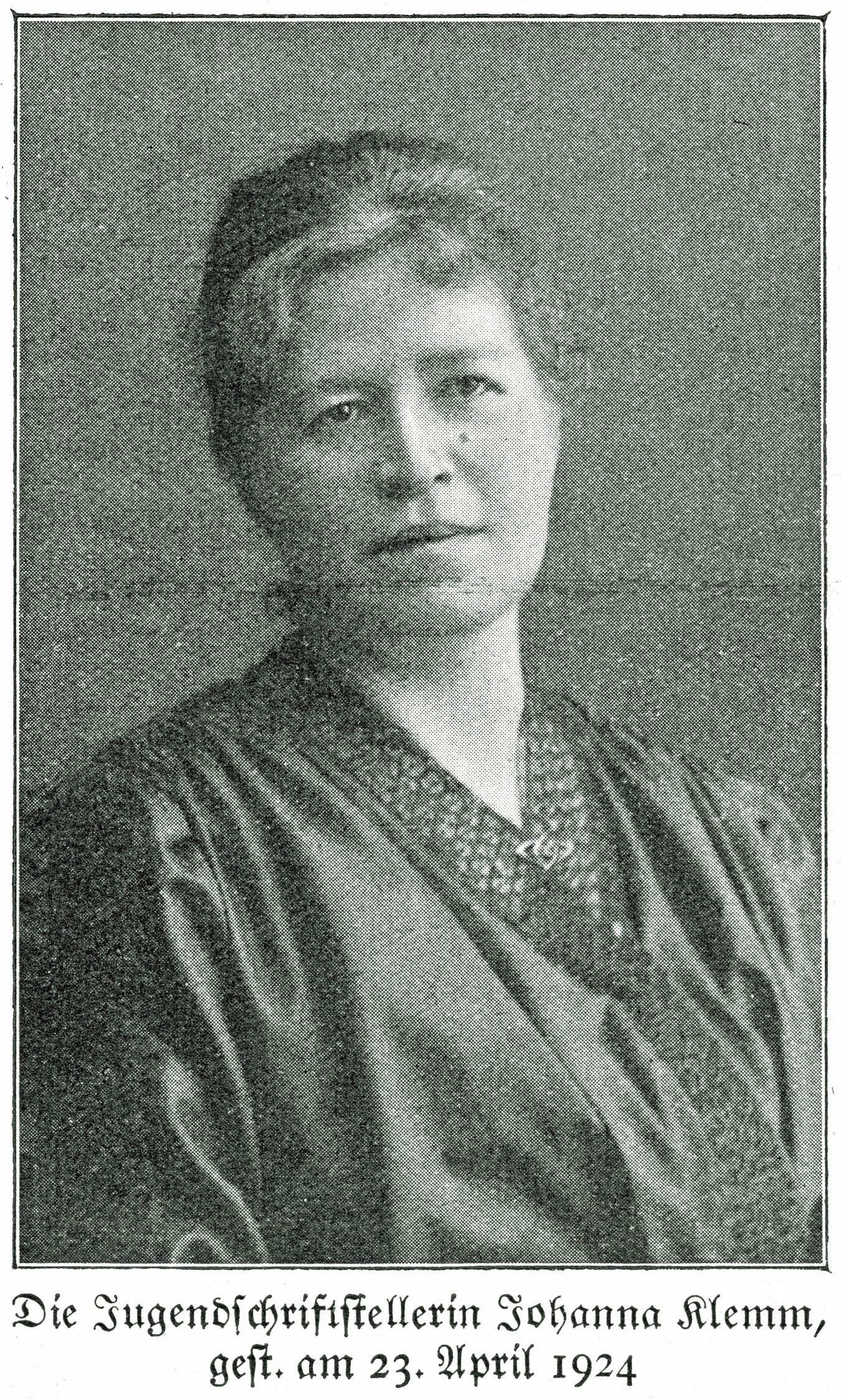
Johanna Klemm († 1924)

- 1924: Johanna Klemm, deutsche Schriftstellerin
- 1924ː Elise Mahler, deutsche Malerin, Grafikerin und Fotografin
- 1925: Armand Marseille, deutsch-russischer Puppenfabrikant
- 1929: Edward Jakobowski, englischer Komponist
- 1929: Rudolf Nilsen, norwegischer Dichter
- 1931: Victor Augagneur, französischer Arzt und Politiker
- 1936: Ludwig Döderlein, deutscher Zoologe
- 1937: Nathan L. Bachman, US-amerikanischer Politiker
- 1938: Eric Fernihough, britischer Motorradrennfahrer
- 1938: Elisabeth Tombrock, Ordensgründerin
- 1939: Maria Gabriella Sagheddu, italienische Trappistin
- 1941: Erich Basarke, deutscher Architekt
- 1945: Hans Ahlgrimm, österreichischer Komponist und Violinist

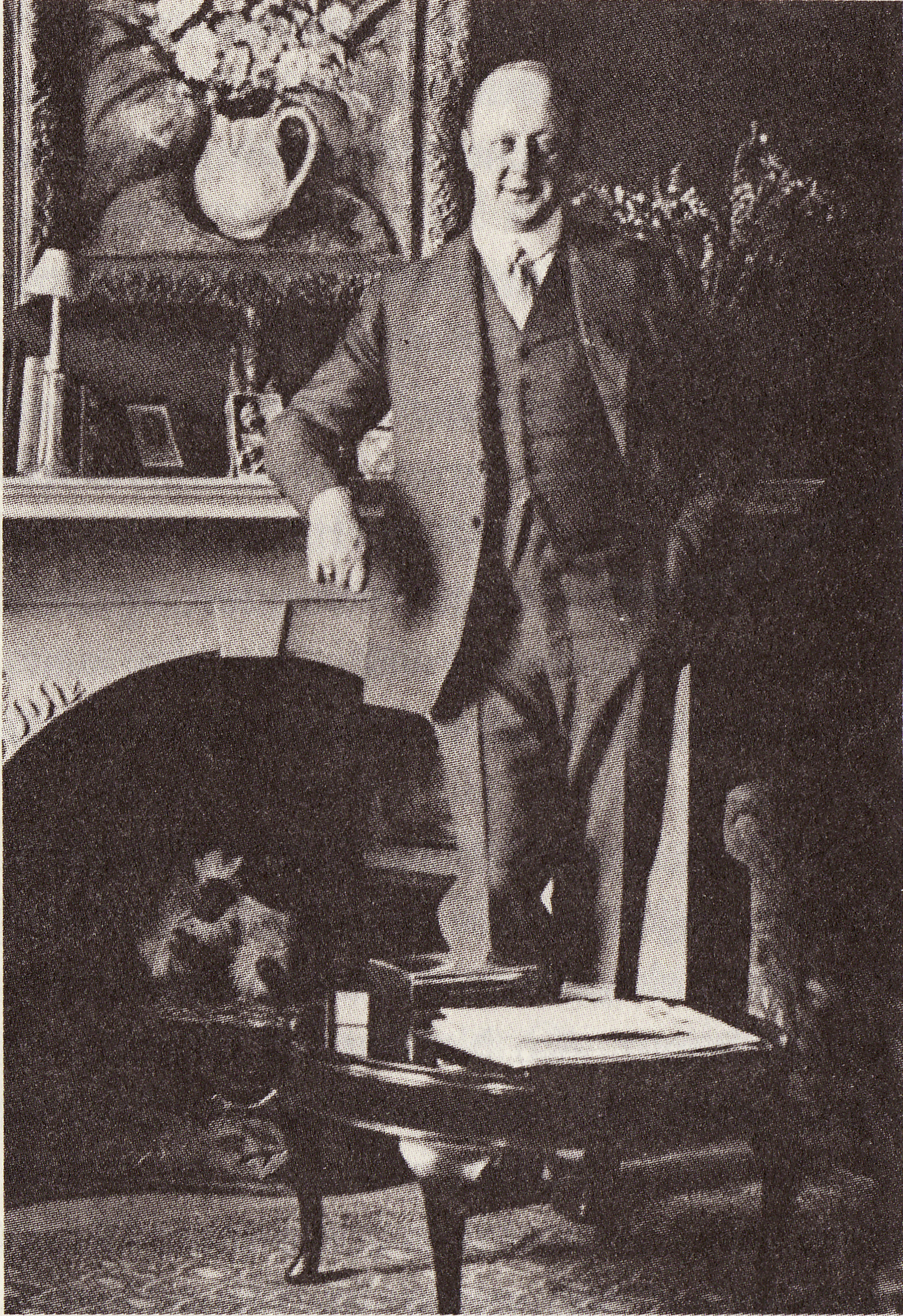
Albrecht Graf von Bernstorff († 1945)

- 1945: Albrecht Graf von Bernstorff, deutscher Diplomat und Widerstandskämpfer
- 1945: Klaus Bonhoeffer, deutscher Jurist und Widerstandskämpfer
- 1945: Albrecht Haushofer, deutscher Geograf, Diplomat und Schriftsteller
- 1945: Otto Hübener, deutscher Widerstandskämpfer
- 1945: Rüdiger Schleicher, deutscher Widerstandskämpfer
- 1946: Jesús Castillo, guatemaltekischer Komponist
- 1948: Alfredo de Oro, kubanischer Billardspieler und Weltmeister
- 1950: Julian F. Abele, US-amerikanischer Architekt
- 1950: Gemma Bellincioni, italienische Opernsopranistin

#### 1951–2000

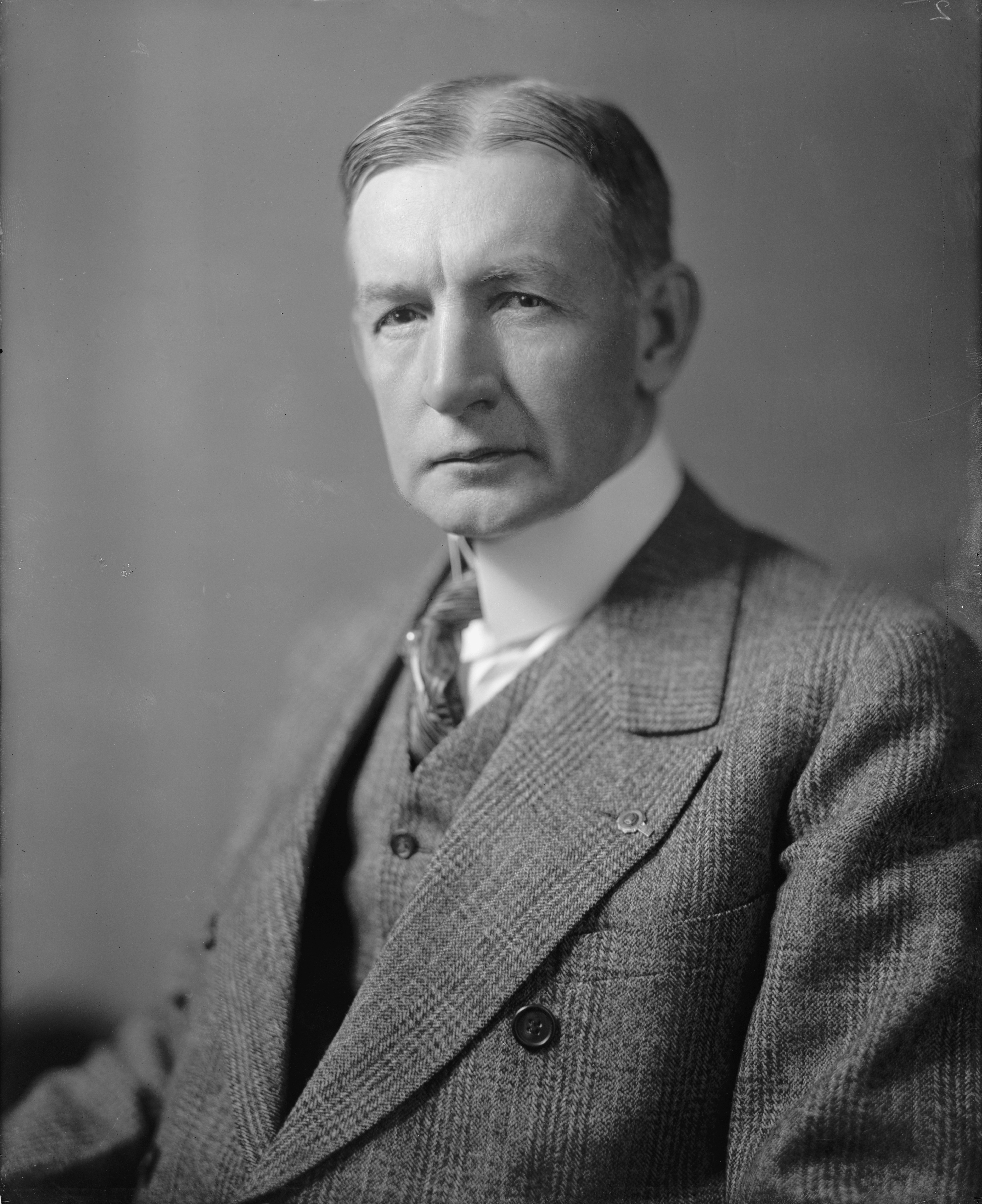
Charles G. Dawes († 1951)

- 1951: Charles G. Dawes, US-amerikanischer Bankier und Politiker, Vizepräsident, Friedensnobelpreisträger

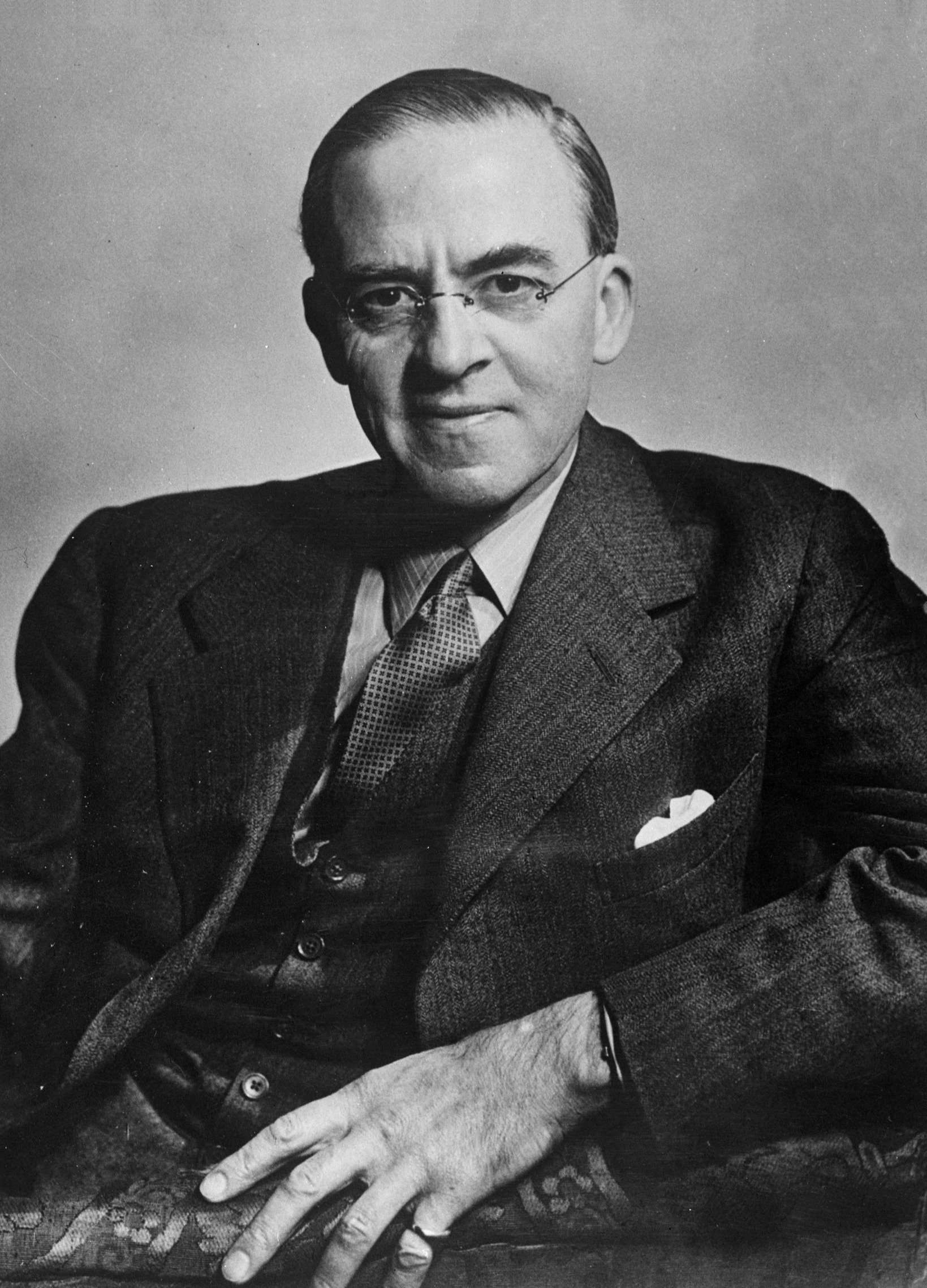
Richard Stafford Cripps († 1952)

- 1952: Richard Stafford Cripps, britischer Politiker und Diplomat
- 1952: Wilhelm Paschek, deutscher Politiker
- 1952: Elisabeth Schumann, deutsch-US-amerikanische Sopranistin
- 1953: Francis „Frank“ Sylvester Monnett, US-amerikanischer Jurist und Politiker
- 1957: Reinder Pieter van Calcar, niederländischer Bakteriologe
- 1957: Johannes Christensen, dänischer Marathonläufer und Ingenieur
- 1958: Henock Abrahamsson, schwedischer Fußballtorhüter
- 1959: Egon Reinert, deutscher Politiker
- 1960: Kagawa Toyohiko, japanischer Theologe und Sozialreformer
- 1964: Hugo Rosendahl, deutscher Politiker
- 1966: Otto Baer, Oberbürgermeister von Magdeburg
- 1969: Krzysztof Komeda, polnischer Jazzmusiker und Komponist
- 1970: Adeline Genée, dänische Ballett-Tänzerin
- 1971: Dempsey Wilson, US-amerikanischer Automobilrennfahrer
- 1972: Walter Czollek, deutscher Verlagsleiter
- 1973: Ferdinand Steiniger, deutscher Grafiker
- 1973: Abe Tomoji, japanischer Schriftsteller, Übersetzer und Literaturkritiker
- 1974: Franz Arzdorf, deutscher Schauspieler und Regisseur
- 1975: Rolf Dieter Brinkmann, deutscher Dichter und Schriftsteller
- 1975: Pete Ham, britischer Musiker
- 1978: Iwan Perewersew, sowjetischer Schauspieler
- 1978: Ludwig Schneider, deutscher Politiker
- 1981: Stefano Bontade, italienischer Mafiaboss
- 1982: Paul Achkar, syrischer Erzbischof
- 1983: Marguerite Broquedis, französische Tennisspielerin
- 1983: Heinrich Konietzny, deutscher Musiker, Hochschullehrer und Komponist
- 1983: Povilas Vaitonis, litauisch-kanadischer Schachspieler
- 1985: Sam Ervin, US-amerikanischer Politiker, Senator von North Carolina
- 1985: Helmut Bruno Anders, deutscher Rechtswissenschaftler und Historiker

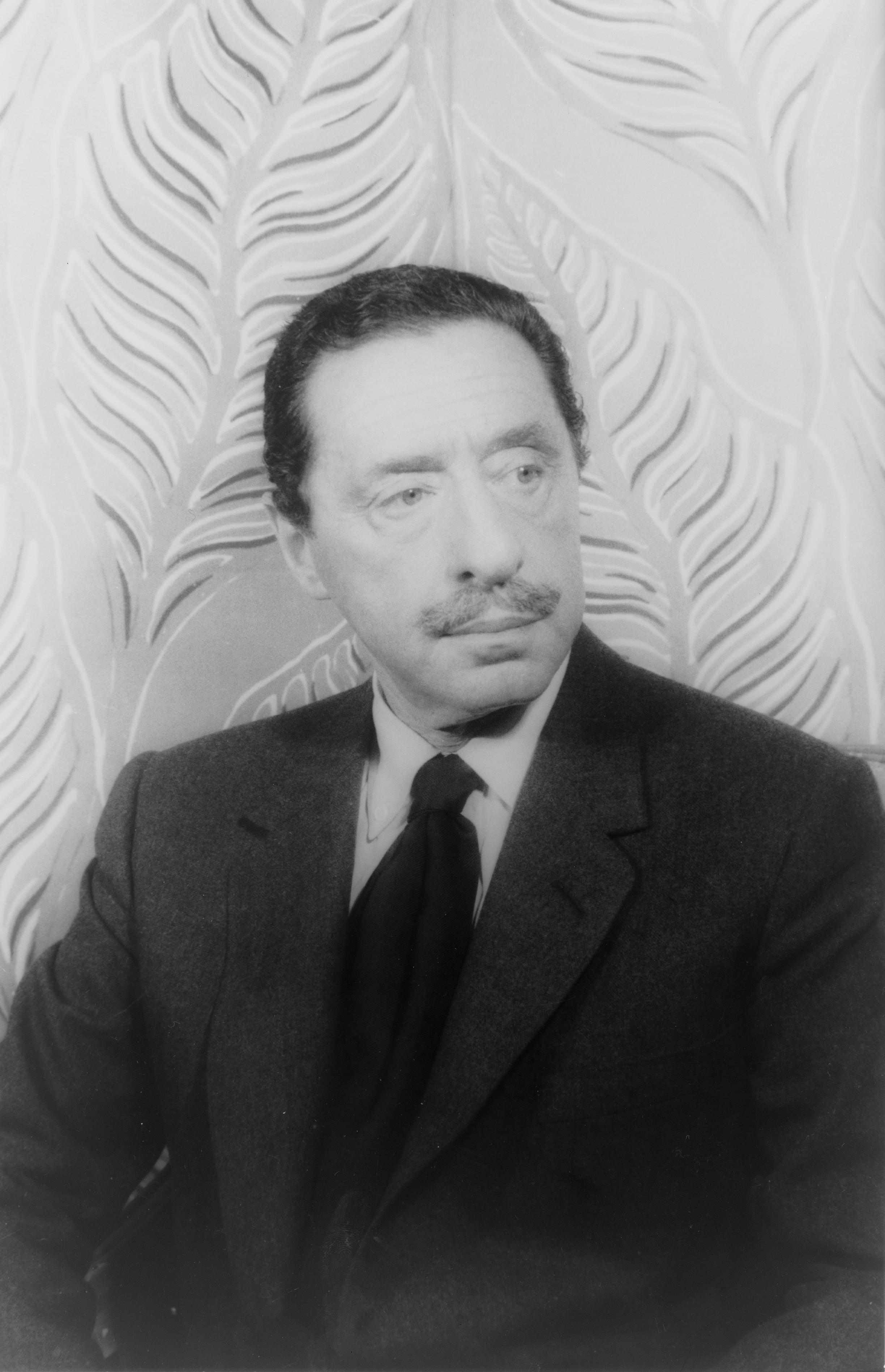
Harold Arlen († 1986)

- 1986: Harold Arlen, US-amerikanischer Komponist, Oscar für Somewhere over the Rainbow
- 1986: Otto Preminger, österreichisch-US-amerikanischer Filmregisseur
- 1989: Hamani Diori, nigerianischer Politiker und erster Präsident
- 1989: Kurt Jung, deutscher Politiker, MdB, MdEP
- 1990: Paulette Goddard, US-amerikanische Schauspielerin
- 1991: Dsmitryj Kasmowitsch, belarussischer politischer Aktivist, unter deutscher Besatzung Polizeichef von Smolensk
- 1991: Johnny Thunders, US-amerikanischer Punk-Musiker
- 1992: Nils Åkerlindh, schwedischer Ringer
- 1992: Satyajit Ray, indischer Filmregisseur
- 1993: Guido Carli, italienischer Ökonom
- 1993: César Chávez, US-amerikanischer Gewerkschaftsgründer
- 1993: Günther Storck, katholischer Priester und Bischof
- 1994: Lucho Bermúdez, kolumbianischer Komponist
- 1995: Paul Bürks, deutscher Schauspieler, Synchron- und Hörspielsprecher
- 1996: Mario Luigi Ciappi, italienischer Ordensgeistlicher und Kurienkardinal

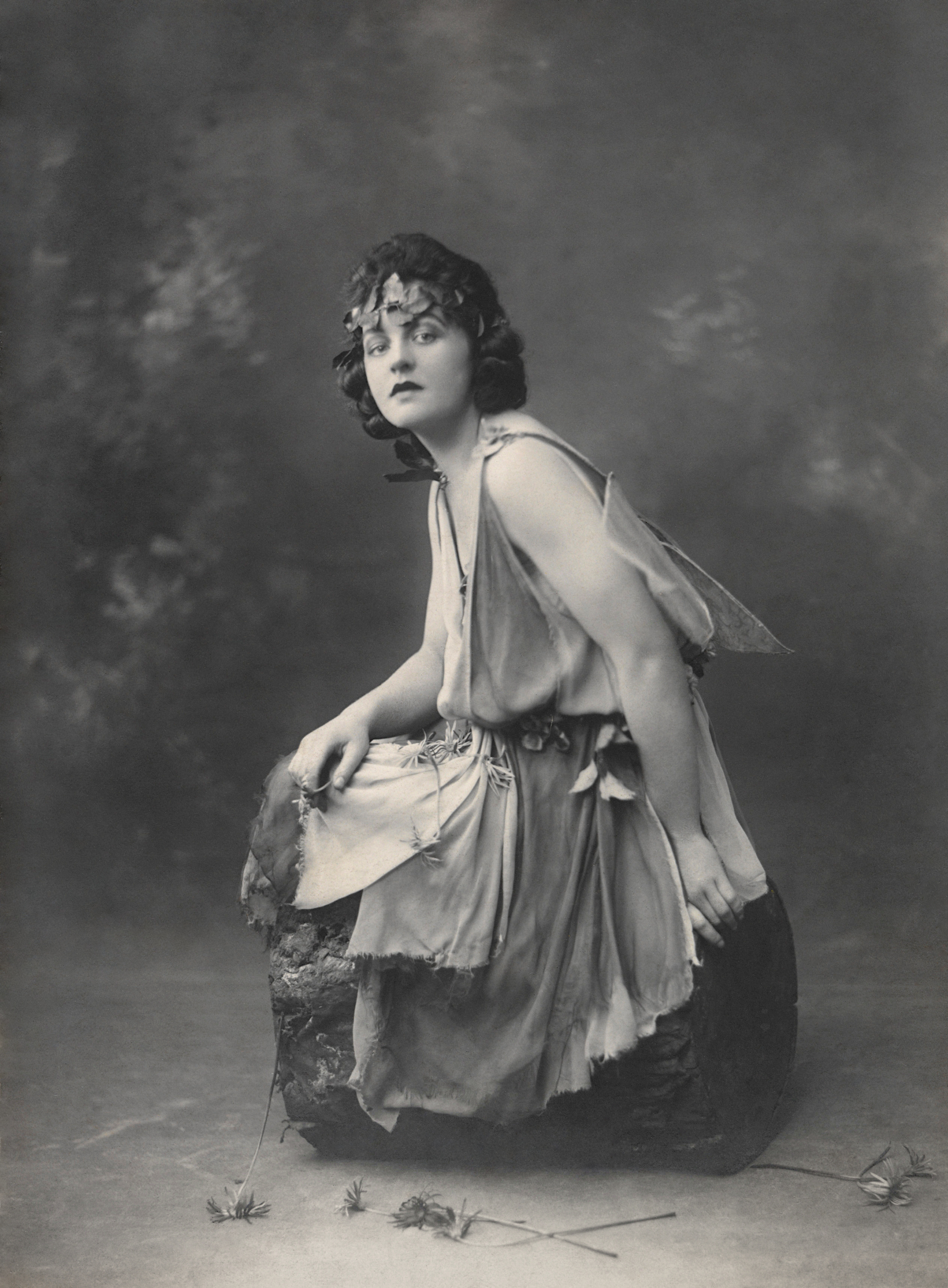
P. L. Travers († 1996)

- 1996: P. L. Travers, australische Schriftstellerin (Mary Poppins)
- 1996: Adolf Wicht, deutscher Brigadegeneral der Reserve
- 1997: Thomas Carr, US-amerikanischer Regisseur und Schauspieler
- 1997: Fritz Senft, Schweizerischer Schriftsteller
- 1998: Konstantinos Karamanlis, griechischer Jurist und Politiker, mehrfacher Premierminister und Staatspräsident
- 1998: James Earl Ray, US-amerikanischer Attentäter
- 1998: Gregor von Rezzori, österreichischer Schriftsteller und Filmschauspieler
- 1999: Maria Àngels Anglada, spanische Autorin

### 21. Jahrhundert
- 2001: Lennart Atterwall, schwedischer Leichtathlet
- 2001: Raymund Schmitt, Präsident des Bezirkstages von Unterfranken
- 2002: Manfred Bieler, deutscher Schriftsteller
- 2003: Kurt Klinger, österreichischer Schriftsteller
- 2003: Herbert Riehl-Heyse, deutscher Journalist und Autor
- 2003: Austin Wright, US-amerikanischer Autor
- 2005: George Pan Cosmatos, italienischer Filmregisseur
- 2005: Robert Farnon, kanadischer Komponist und Dirigent
- 2005: John Mills, britischer Schauspieler
- 2005: Romano Scarpa, italienischer Comic-Zeichner
- 2006: Felix Czeike, österreichischer Historiker und Volksbildner
- 2007: David Halberstam, US-amerikanischer Journalist und Schriftsteller

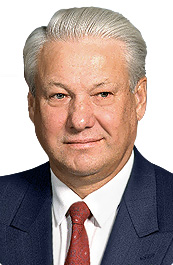
Boris Jelzin († 2007)

- 2007: Boris Jelzin, sowjetischer bzw. russischer Politiker, Staatspräsident der Russischen Föderation
- 2007: Peter Schlechtriem, deutscher Rechtswissenschaftler
- 2009: Jean-Paul Colas, französischer Automobilrennfahrer
- 2008: Jean Daniel Cadinot, französischer Filmregisseur und -Produzent

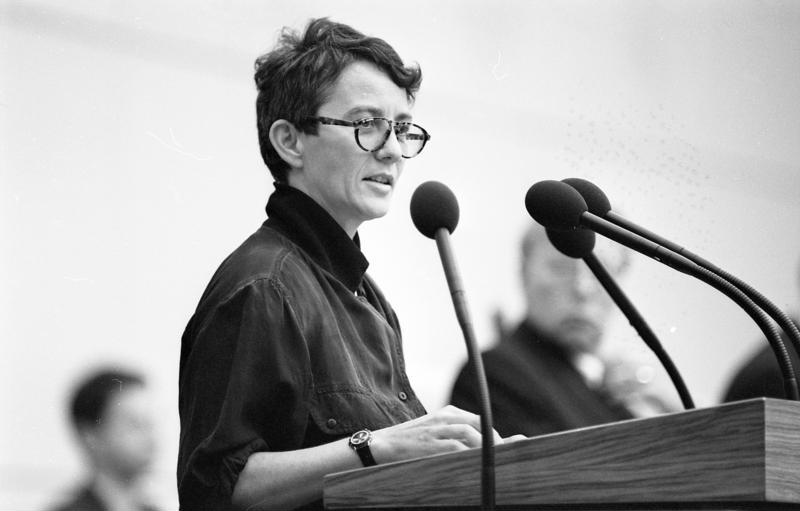
Anne Klein († 2011)

- 2011: Anne Klein, deutsche Juristin und Politikerin, LGBT-Aktivistin
- 2012: Hugo Fiorato, US-amerikanischer Geiger und Dirigent
- 2013: Gisela Rack, deutsche Acarologin und Parasitologin
- 2015: Hans Klecatsky, österreichischer Jurist und Politiker
- 2015: Traugott Wulfhorst, deutscher Jurist
- 2016: Banharn Silpa-archa, thailändischer Politiker
- 2016: Madeleine Sherwood, kanadische Schauspielerin
- 2017: Gernot Böttrich, deutscher Apotheker, Unternehmer und Fußballfunktionär
- 2017: Imre Földi, ungarischer Gewichtheber
- 2017: František Rajtoral, tschechischer Fußballspieler
- 2018: Liri Belishova, albanische Politikerin
- 2018: Hermann Doose, deutscher Mediziner
- 2019: Jean von Nassau, Großherzog von Luxemburg
- 2020: Norbert Blüm, deutscher Politiker, MdB, Bundesminister
- 2021: Milva, italienische Sängerin und Schauspielerin
- 2024ː Dorothea Tscheschner, deutsche Architektin
- 2025ː Waltraut Haas, österreichische Schauspielerin

## Feier- und Gedenktage
- Kirchliche Gedenktage
  - Hl. Adalbert von Prag, böhmischer Adeliger und Missionar, Märtyrer und Bischof (katholisch, evangelisch)
  - Hl. Ibar von Beggerin, irischer Bischof (katholisch, anglikanisch)
  - Hl. Pusinna, fränkische Einsiedlerin und Schutzpatronin
  - Kagawa Toyohiko, japanischer Theologe und Sozialreformer (evangelisch: ELCA, anglikanisch: TEC, Gedenktag der EKD am 24. April)
  - Georgstag (evangelisch, anglikanisch, katholisch, orthodox, armenisch, koptisch)
- Namenstage
  - Adalbert, Georg, Gerhard, Jürgen
- Staatliche Feier- und Gedenktage
  - Türkei: Feiertag der Nationalen Souveränität und des Kindes (seit 1920)
- Gedenktage internationaler Organisationen
  - Welttag des Buches (UNO) (seit 1995)
- Weitere Informationen zum Tag
  - Tag des Deutschen Bieres (seit 1994)

Weitere Einträge enthält die Liste von Gedenk- und Aktionstagen.